# Lista de asteroides (294001-295000)
Esta é uma lista parcial de asteroides, do asteroide número 294001 até o 295000, inclusive. Veja também o índice com todas as listas disponíveis.

| Objeto Próximos à Terra | Cinturão de asteroides (interno) | Cinturão de asteroides (externo) | Centauro       |
| Cruzador de Marte       | Cinturão de asteroides (meio)    | Troianos de Júpiter              | Transnetuniano |

Veja mais dados de cada asteroide na ligação externa para o Minor Planet Center na última coluna.
Índice: 294001... 294101... 294201... 294301... 294401... 294501... 294601... 294701... 294801... 294901... 

## 294001–294100
| Designação | Designação | Descoberta  | Descoberta    | Descobridor(es)     | Categoria | Mais informações / Referência |
| Permanente | Provisória | Data        | Local         | Descobridor(es)     | Categoria | Mais informações / Referência |
| ---------- | ---------- | ----------- | ------------- | ------------------- | --------- | ----------------------------- |
| 294001     | 2007 TM87  | 8 out 2007  | Mount Lemmon  | Mount Lemmon Survey | —         | MPC                           |
| 294002     | 2007 TR88  | 8 out 2007  | Kitt Peak     | Spacewatch          | —         | MPC                           |
| 294003     | 2007 TN89  | 17 abr 1996 | Kitt Peak     | Spacewatch          | —         | MPC                           |
| 294004     | 2007 TE93  | 6 out 2007  | Kitt Peak     | Spacewatch          | —         | MPC                           |
| 294005     | 2007 TO94  | 7 out 2007  | Catalina      | CSS                 | —         | MPC                           |
| 294006     | 2007 TD95  | 7 out 2007  | Catalina      | CSS                 | —         | MPC                           |
| 294007     | 2007 TL95  | 7 out 2007  | Catalina      | CSS                 | —         | MPC                           |
| 294008     | 2007 TN95  | 7 out 2007  | Catalina      | CSS                 | Phocaea   | MPC                           |
| 294009     | 2007 TV95  | 7 out 2007  | Kitt Peak     | Spacewatch          | —         | MPC                           |
| 294010     | 2007 TW95  | 7 out 2007  | Kitt Peak     | Spacewatch          | —         | MPC                           |
| 294011     | 2007 TQ99  | 8 out 2007  | Mount Lemmon  | Mount Lemmon Survey | —         | MPC                           |
| 294012     | 2007 TC100 | 8 out 2007  | Mount Lemmon  | Mount Lemmon Survey | —         | MPC                           |
| 294013     | 2007 TE100 | 8 out 2007  | Mount Lemmon  | Mount Lemmon Survey | —         | MPC                           |
| 294014     | 2007 TV102 | 8 out 2007  | Mount Lemmon  | Mount Lemmon Survey | —         | MPC                           |
| 294015     | 2007 TG103 | 8 out 2007  | Mount Lemmon  | Mount Lemmon Survey | —         | MPC                           |
| 294016     | 2007 TZ108 | 7 out 2007  | Catalina      | CSS                 | —         | MPC                           |
| 294017     | 2007 TK109 | 7 out 2007  | Catalina      | CSS                 | —         | MPC                           |
| 294018     | 2007 TX111 | 8 out 2007  | Catalina      | CSS                 | —         | MPC                           |
| 294019     | 2007 TY112 | 8 out 2007  | Catalina      | CSS                 | —         | MPC                           |
| 294020     | 2007 TN113 | 8 out 2007  | Anderson Mesa | LONEOS              | —         | MPC                           |
| 294021     | 2007 TQ114 | 8 out 2007  | Catalina      | CSS                 | —         | MPC                           |
| 294022     | 2007 TT121 | 6 out 2007  | Kitt Peak     | Spacewatch          | —         | MPC                           |
| 294023     | 2007 TU121 | 6 out 2007  | Kitt Peak     | Spacewatch          | —         | MPC                           |
| 294024     | 2007 TK122 | 6 out 2007  | Kitt Peak     | Spacewatch          | —         | MPC                           |
| 294025     | 2007 TH123 | 6 out 2007  | Kitt Peak     | Spacewatch          | —         | MPC                           |
| 294026     | 2007 TD124 | 6 out 2007  | Kitt Peak     | Spacewatch          | —         | MPC                           |
| 294027     | 2007 TR124 | 6 out 2007  | Kitt Peak     | Spacewatch          | —         | MPC                           |
| 294028     | 2007 TT125 | 6 out 2007  | Kitt Peak     | Spacewatch          | Mitidika  | MPC                           |
| 294029     | 2007 TO126 | 6 out 2007  | Kitt Peak     | Spacewatch          | —         | MPC                           |
| 294030     | 2007 TF127 | 6 out 2007  | Kitt Peak     | Spacewatch          | —         | MPC                           |
| 294031     | 2007 TY127 | 6 out 2007  | Kitt Peak     | Spacewatch          | —         | MPC                           |
| 294032     | 2007 TG128 | 6 out 2007  | Kitt Peak     | Spacewatch          | —         | MPC                           |
| 294033     | 2007 TZ128 | 6 out 2007  | Kitt Peak     | Spacewatch          | —         | MPC                           |
| 294034     | 2007 TE129 | 6 out 2007  | Kitt Peak     | Spacewatch          | —         | MPC                           |
| 294035     | 2007 TY129 | 6 out 2007  | Kitt Peak     | Spacewatch          | —         | MPC                           |
| 294036     | 2007 TP130 | 7 out 2007  | Kitt Peak     | Spacewatch          | —         | MPC                           |
| 294037     | 2007 TH131 | 7 out 2007  | Mount Lemmon  | Mount Lemmon Survey | —         | MPC                           |
| 294038     | 2007 TP131 | 7 out 2007  | Mount Lemmon  | Mount Lemmon Survey | —         | MPC                           |
| 294039     | 2007 TW131 | 7 out 2007  | Mount Lemmon  | Mount Lemmon Survey | Themis    | MPC                           |
| 294040     | 2007 TH132 | 7 out 2007  | Mount Lemmon  | Mount Lemmon Survey | —         | MPC                           |
| 294041     | 2007 TN133 | 7 out 2007  | Mount Lemmon  | Mount Lemmon Survey | Phocaea   | MPC                           |
| 294042     | 2007 TF135 | 8 out 2007  | Kitt Peak     | Spacewatch          | —         | MPC                           |
| 294043     | 2007 TT135 | 8 out 2007  | Kitt Peak     | Spacewatch          | —         | MPC                           |
| 294044     | 2007 TP138 | 9 out 2007  | Catalina      | CSS                 | —         | MPC                           |
| 294045     | 2007 TN140 | 9 out 2007  | Mount Lemmon  | Mount Lemmon Survey | —         | MPC                           |
| 294046     | 2007 TU140 | 9 out 2007  | Mount Lemmon  | Mount Lemmon Survey | —         | MPC                           |
| 294047     | 2007 TY142 | 15 out 2007 | Dauban        | Chante-Perdrix Obs. | —         | MPC                           |
| 294048     | 2007 TZ146 | 6 out 2007  | Socorro       | LINEAR              | —         | MPC                           |
| 294049     | 2007 TC148 | 7 out 2007  | Socorro       | LINEAR              | Mitidika  | MPC                           |
| 294050     | 2007 TX150 | 9 out 2007  | Socorro       | LINEAR              | —         | MPC                           |
| 294051     | 2007 TO151 | 9 out 2007  | Socorro       | LINEAR              | —         | MPC                           |
| 294052     | 2007 TN152 | 9 out 2007  | Socorro       | LINEAR              | —         | MPC                           |
| 294053     | 2007 TU153 | 9 out 2007  | Socorro       | LINEAR              | —         | MPC                           |
| 294054     | 2007 TW154 | 9 out 2007  | Socorro       | LINEAR              | —         | MPC                           |
| 294055     | 2007 TF155 | 9 out 2007  | Socorro       | LINEAR              | —         | MPC                           |
| 294056     | 2007 TV155 | 9 out 2007  | Socorro       | LINEAR              | —         | MPC                           |
| 294057     | 2007 TA156 | 9 out 2007  | Socorro       | LINEAR              | —         | MPC                           |
| 294058     | 2007 TE156 | 9 out 2007  | Socorro       | LINEAR              | —         | MPC                           |
| 294059     | 2007 TP157 | 9 out 2007  | Socorro       | LINEAR              | —         | MPC                           |
| 294060     | 2007 TY158 | 9 out 2007  | Socorro       | LINEAR              | —         | MPC                           |
| 294061     | 2007 TM164 | 11 out 2007 | Socorro       | LINEAR              | —         | MPC                           |
| 294062     | 2007 TX165 | 11 out 2007 | Socorro       | LINEAR              | —         | MPC                           |
| 294063     | 2007 TM168 | 12 out 2007 | Socorro       | LINEAR              | —         | MPC                           |
| 294064     | 2007 TF169 | 12 out 2007 | Socorro       | LINEAR              | —         | MPC                           |
| 294065     | 2007 TU169 | 12 out 2007 | Socorro       | LINEAR              | —         | MPC                           |
| 294066     | 2007 TX169 | 12 out 2007 | Socorro       | LINEAR              | —         | MPC                           |
| 294067     | 2007 TK170 | 12 out 2007 | Socorro       | LINEAR              | —         | MPC                           |
| 294068     | 2007 TR173 | 4 out 2007  | Kitt Peak     | Spacewatch          | —         | MPC                           |
| 294069     | 2007 TA176 | 5 out 2007  | Kitt Peak     | Spacewatch          | —         | MPC                           |
| 294070     | 2007 TW176 | 6 out 2007  | Kitt Peak     | Spacewatch          | —         | MPC                           |
| 294071     | 2007 TK177 | 6 out 2007  | Kitt Peak     | Spacewatch          | —         | MPC                           |
| 294072     | 2007 TN177 | 6 out 2007  | Kitt Peak     | Spacewatch          | —         | MPC                           |
| 294073     | 2007 TB180 | 7 out 2007  | Mount Lemmon  | Mount Lemmon Survey | —         | MPC                           |
| 294074     | 2007 TE180 | 7 out 2007  | Kitt Peak     | Spacewatch          | —         | MPC                           |
| 294075     | 2007 TN180 | 8 out 2007  | Mount Lemmon  | Mount Lemmon Survey | —         | MPC                           |
| 294076     | 2007 TW180 | 8 out 2007  | Anderson Mesa | LONEOS              | —         | MPC                           |
| 294077     | 2007 TZ184 | 13 out 2007 | Gaisberg      | R. Gierlinger       | —         | MPC                           |
| 294078     | 2007 TV185 | 13 out 2007 | Socorro       | LINEAR              | —         | MPC                           |
| 294079     | 2007 TM186 | 13 out 2007 | Socorro       | LINEAR              | —         | MPC                           |
| 294080     | 2007 TT187 | 14 out 2007 | Socorro       | LINEAR              | Juno      | MPC                           |
| 294081     | 2007 TK189 | 4 out 2007  | Mount Lemmon  | Mount Lemmon Survey | —         | MPC                           |
| 294082     | 2007 TZ191 | 7 jun 2002  | Palomar       | NEAT                | Phocaea   | MPC                           |
| 294083     | 2007 TC193 | 6 out 2007  | Kitt Peak     | Spacewatch          | —         | MPC                           |
| 294084     | 2007 TO195 | 7 out 2007  | Mount Lemmon  | Mount Lemmon Survey | —         | MPC                           |
| 294085     | 2007 TZ197 | 8 out 2007  | Kitt Peak     | Spacewatch          | —         | MPC                           |
| 294086     | 2007 TU200 | 8 out 2007  | Kitt Peak     | Spacewatch          | —         | MPC                           |
| 294087     | 2007 TX204 | 8 out 2007  | Mount Lemmon  | Mount Lemmon Survey | —         | MPC                           |
| 294088     | 2007 TR205 | 9 out 2007  | Mount Lemmon  | Mount Lemmon Survey | —         | MPC                           |
| 294089     | 2007 TP211 | 7 out 2007  | Kitt Peak     | Spacewatch          | —         | MPC                           |
| 294090     | 2007 TY212 | 7 out 2007  | Kitt Peak     | Spacewatch          | —         | MPC                           |
| 294091     | 2007 TE213 | 7 out 2007  | Kitt Peak     | Spacewatch          | —         | MPC                           |
| 294092     | 2007 TR213 | 7 out 2007  | Kitt Peak     | Spacewatch          | Brangane  | MPC                           |
| 294093     | 2007 TJ216 | 7 out 2007  | Kitt Peak     | Spacewatch          | —         | MPC                           |
| 294094     | 2007 TF217 | 7 out 2007  | Kitt Peak     | Spacewatch          | —         | MPC                           |
| 294095     | 2007 TR217 | 7 out 2007  | Kitt Peak     | Spacewatch          | —         | MPC                           |
| 294096     | 2007 TV217 | 7 out 2007  | Kitt Peak     | Spacewatch          | —         | MPC                           |
| 294097     | 2007 TQ218 | 7 out 2007  | Kitt Peak     | Spacewatch          | Brangane  | MPC                           |
| 294098     | 2007 TD225 | 11 out 2007 | Mount Lemmon  | Mount Lemmon Survey | —         | MPC                           |
| 294099     | 2007 TO226 | 8 out 2007  | Kitt Peak     | Spacewatch          | Mitidika  | MPC                           |
| 294100     | 2007 TR226 | 8 out 2007  | Kitt Peak     | Spacewatch          | —         | MPC                           |

## 294101–294200
| Designação | Designação | Descoberta  | Descoberta       | Descobridor(es)     | Categoria | Mais informações / Referência |
| Permanente | Provisória | Data        | Local            | Descobridor(es)     | Categoria | Mais informações / Referência |
| ---------- | ---------- | ----------- | ---------------- | ------------------- | --------- | ----------------------------- |
| 294101     | 2007 TG227 | 8 out 2007  | Kitt Peak        | Spacewatch          | —         | MPC                           |
| 294102     | 2007 TZ227 | 8 out 2007  | Kitt Peak        | Spacewatch          | —         | MPC                           |
| 294103     | 2007 TC230 | 8 out 2007  | Mount Lemmon     | Mount Lemmon Survey | —         | MPC                           |
| 294104     | 2007 TA231 | 8 out 2007  | Kitt Peak        | Spacewatch          | —         | MPC                           |
| 294105     | 2007 TF231 | 8 out 2007  | Kitt Peak        | Spacewatch          | —         | MPC                           |
| 294106     | 2007 TR231 | 8 out 2007  | Kitt Peak        | Spacewatch          | Mitidika  | MPC                           |
| 294107     | 2007 TP232 | 8 out 2007  | Kitt Peak        | Spacewatch          | —         | MPC                           |
| 294108     | 2007 TB233 | 8 out 2007  | Kitt Peak        | Spacewatch          | —         | MPC                           |
| 294109     | 2007 TD233 | 8 out 2007  | Kitt Peak        | Spacewatch          | —         | MPC                           |
| 294110     | 2007 TR233 | 8 out 2007  | Kitt Peak        | Spacewatch          | —         | MPC                           |
| 294111     | 2007 TP234 | 8 out 2007  | Kitt Peak        | Spacewatch          | —         | MPC                           |
| 294112     | 2007 TJ235 | 9 out 2007  | Kitt Peak        | Spacewatch          | —         | MPC                           |
| 294113     | 2007 TL237 | 9 out 2007  | Mount Lemmon     | Mount Lemmon Survey | —         | MPC                           |
| 294114     | 2007 TQ237 | 9 out 2007  | Mount Lemmon     | Mount Lemmon Survey | —         | MPC                           |
| 294115     | 2007 TL241 | 7 out 2007  | Mount Lemmon     | Mount Lemmon Survey | —         | MPC                           |
| 294116     | 2007 TB244 | 8 out 2007  | Catalina         | CSS                 | —         | MPC                           |
| 294117     | 2007 TU246 | 9 out 2007  | Catalina         | CSS                 | Phocaea   | MPC                           |
| 294118     | 2007 TW246 | 9 out 2007  | Catalina         | CSS                 | —         | MPC                           |
| 294119     | 2007 TS250 | 11 out 2007 | Mount Lemmon     | Mount Lemmon Survey | —         | MPC                           |
| 294120     | 2007 TC253 | 8 out 2007  | Mount Lemmon     | Mount Lemmon Survey | —         | MPC                           |
| 294121     | 2007 TZ259 | 10 out 2007 | Mount Lemmon     | Mount Lemmon Survey | —         | MPC                           |
| 294122     | 2007 TH261 | 10 out 2007 | Kitt Peak        | Spacewatch          | —         | MPC                           |
| 294123     | 2007 TL264 | 11 out 2007 | Kitt Peak        | Spacewatch          | —         | MPC                           |
| 294124     | 2007 TR266 | 9 out 2007  | Kitt Peak        | Spacewatch          | —         | MPC                           |
| 294125     | 2007 TY267 | 9 out 2007  | Kitt Peak        | Spacewatch          | —         | MPC                           |
| 294126     | 2007 TB268 | 9 out 2007  | Kitt Peak        | Spacewatch          | —         | MPC                           |
| 294127     | 2007 TL268 | 9 out 2007  | Kitt Peak        | Spacewatch          | —         | MPC                           |
| 294128     | 2007 TR270 | 9 out 2007  | Kitt Peak        | Spacewatch          | —         | MPC                           |
| 294129     | 2007 TZ271 | 9 out 2007  | Kitt Peak        | Spacewatch          | —         | MPC                           |
| 294130     | 2007 TU272 | 9 out 2007  | Kitt Peak        | Spacewatch          | —         | MPC                           |
| 294131     | 2007 TF274 | 11 out 2007 | Kitt Peak        | Spacewatch          | —         | MPC                           |
| 294132     | 2007 TQ274 | 11 out 2007 | Kitt Peak        | Spacewatch          | Vesta     | MPC                           |
| 294133     | 2007 TH277 | 11 out 2007 | Mount Lemmon     | Mount Lemmon Survey | —         | MPC                           |
| 294134     | 2007 TS282 | 8 out 2007  | Mount Lemmon     | Mount Lemmon Survey | —         | MPC                           |
| 294135     | 2007 TO289 | 12 out 2007 | Mount Lemmon     | Mount Lemmon Survey | —         | MPC                           |
| 294136     | 2007 TU289 | 12 out 2007 | Catalina         | CSS                 | —         | MPC                           |
| 294137     | 2007 TA291 | 13 out 2007 | Mount Lemmon     | Mount Lemmon Survey | —         | MPC                           |
| 294138     | 2007 TA294 | 9 out 2007  | Mount Lemmon     | Mount Lemmon Survey | —         | MPC                           |
| 294139     | 2007 TL301 | 12 out 2007 | Kitt Peak        | Spacewatch          | —         | MPC                           |
| 294140     | 2007 TN301 | 12 out 2007 | Kitt Peak        | Spacewatch          | —         | MPC                           |
| 294141     | 2007 TM302 | 12 out 2007 | Kitt Peak        | Spacewatch          | —         | MPC                           |
| 294142     | 2007 TT303 | 12 out 2007 | Anderson Mesa    | LONEOS              | —         | MPC                           |
| 294143     | 2007 TA311 | 11 out 2007 | Kitt Peak        | Spacewatch          | —         | MPC                           |
| 294144     | 2007 TC313 | 11 out 2007 | Mount Lemmon     | Mount Lemmon Survey | —         | MPC                           |
| 294145     | 2007 TY314 | 12 out 2007 | Kitt Peak        | Spacewatch          | —         | MPC                           |
| 294146     | 2007 TF317 | 12 out 2007 | Kitt Peak        | Spacewatch          | —         | MPC                           |
| 294147     | 2007 TL317 | 12 out 2007 | Kitt Peak        | Spacewatch          | —         | MPC                           |
| 294148     | 2007 TR318 | 12 out 2007 | Kitt Peak        | Spacewatch          | —         | MPC                           |
| 294149     | 2007 TQ321 | 14 out 2007 | Mount Lemmon     | Mount Lemmon Survey | —         | MPC                           |
| 294150     | 2007 TY327 | 11 out 2007 | Kitt Peak        | Spacewatch          | Maria     | MPC                           |
| 294151     | 2007 TA328 | 11 out 2007 | Kitt Peak        | Spacewatch          | —         | MPC                           |
| 294152     | 2007 TR331 | 11 out 2007 | Kitt Peak        | Spacewatch          | —         | MPC                           |
| 294153     | 2007 TB334 | 11 out 2007 | Kitt Peak        | Spacewatch          | —         | MPC                           |
| 294154     | 2007 TS334 | 11 out 2007 | Kitt Peak        | Spacewatch          | —         | MPC                           |
| 294155     | 2007 TX335 | 12 out 2007 | Kitt Peak        | Spacewatch          | —         | MPC                           |
| 294156     | 2007 TH337 | 13 out 2007 | Catalina         | CSS                 | —         | MPC                           |
| 294157     | 2007 TO339 | 8 out 2007  | Mount Lemmon     | Mount Lemmon Survey | —         | MPC                           |
| 294158     | 2007 TQ350 | 14 out 2007 | Mount Lemmon     | Mount Lemmon Survey | —         | MPC                           |
| 294159     | 2007 TS352 | 14 out 2007 | Mount Lemmon     | Mount Lemmon Survey | Vesta     | MPC                           |
| 294160     | 2007 TP357 | 13 out 2007 | Kitt Peak        | Spacewatch          | —         | MPC                           |
| 294161     | 2007 TQ357 | 13 out 2007 | Kitt Peak        | Spacewatch          | —         | MPC                           |
| 294162     | 2007 TV358 | 14 out 2007 | Mount Lemmon     | Mount Lemmon Survey | —         | MPC                           |
| 294163     | 2007 TE364 | 14 out 2007 | Mount Lemmon     | Mount Lemmon Survey | —         | MPC                           |
| 294164     | 2007 TT365 | 9 out 2007  | Mount Lemmon     | Mount Lemmon Survey | —         | MPC                           |
| 294165     | 2007 TH369 | 11 out 2007 | Kitt Peak        | Spacewatch          | Eos       | MPC                           |
| 294166     | 2007 TL369 | 11 out 2007 | Mount Lemmon     | Mount Lemmon Survey | —         | MPC                           |
| 294167     | 2007 TV369 | 12 out 2007 | Catalina         | CSS                 | —         | MPC                           |
| 294168     | 2007 TY369 | 12 out 2007 | Goodricke-Pigott | R. A. Tucker        | —         | MPC                           |
| 294169     | 2007 TD374 | 14 out 2007 | Mount Lemmon     | Mount Lemmon Survey | —         | MPC                           |
| 294170     | 2007 TX376 | 11 out 2007 | Catalina         | CSS                 | —         | MPC                           |
| 294171     | 2007 TL381 | 14 out 2007 | Kitt Peak        | Spacewatch          | Phocaea   | MPC                           |
| 294172     | 2007 TA387 | 12 out 2007 | Kitt Peak        | Spacewatch          | —         | MPC                           |
| 294173     | 2007 TJ387 | 13 out 2007 | Kitt Peak        | Spacewatch          | —         | MPC                           |
| 294174     | 2007 TC388 | 13 out 2007 | Mount Lemmon     | Mount Lemmon Survey | —         | MPC                           |
| 294175     | 2007 TU388 | 13 out 2007 | Catalina         | CSS                 | —         | MPC                           |
| 294176     | 2007 TW389 | 13 out 2007 | Kitt Peak        | Spacewatch          | —         | MPC                           |
| 294177     | 2007 TY390 | 14 out 2007 | Mount Lemmon     | Mount Lemmon Survey | —         | MPC                           |
| 294178     | 2007 TG391 | 15 out 2007 | Kitt Peak        | Spacewatch          | —         | MPC                           |
| 294179     | 2007 TC392 | 15 out 2007 | Catalina         | CSS                 | —         | MPC                           |
| 294180     | 2007 TP392 | 15 out 2007 | Catalina         | CSS                 | Pallas    | MPC                           |
| 294181     | 2007 TA395 | 15 out 2007 | Kitt Peak        | Spacewatch          | —         | MPC                           |
| 294182     | 2007 TJ398 | 15 out 2007 | Mount Lemmon     | Mount Lemmon Survey | —         | MPC                           |
| 294183     | 2007 TV398 | 15 out 2007 | Kitt Peak        | Spacewatch          | —         | MPC                           |
| 294184     | 2007 TV399 | 15 out 2007 | Kitt Peak        | Spacewatch          | —         | MPC                           |
| 294185     | 2007 TB401 | 14 out 2007 | Mount Lemmon     | Mount Lemmon Survey | —         | MPC                           |
| 294186     | 2007 TD401 | 14 out 2007 | Mount Lemmon     | Mount Lemmon Survey | —         | MPC                           |
| 294187     | 2007 TQ403 | 15 out 2007 | Kitt Peak        | Spacewatch          | —         | MPC                           |
| 294188     | 2007 TV406 | 15 out 2007 | Catalina         | CSS                 | —         | MPC                           |
| 294189     | 2007 TR410 | 14 out 2007 | Catalina         | CSS                 | —         | MPC                           |
| 294190     | 2007 TS411 | 14 out 2007 | Catalina         | CSS                 | —         | MPC                           |
| 294191     | 2007 TD412 | 14 out 2007 | Catalina         | CSS                 | —         | MPC                           |
| 294192     | 2007 TK413 | 15 out 2007 | Anderson Mesa    | LONEOS              | —         | MPC                           |
| 294193     | 2007 TQ414 | 15 out 2007 | Catalina         | CSS                 | —         | MPC                           |
| 294194     | 2007 TO418 | 7 out 2007  | Kitt Peak        | Spacewatch          | —         | MPC                           |
| 294195     | 2007 TV418 | 8 out 2007  | Mount Lemmon     | Mount Lemmon Survey | —         | MPC                           |
| 294196     | 2007 TJ419 | 12 out 2007 | Mount Lemmon     | Mount Lemmon Survey | Brangane  | MPC                           |
| 294197     | 2007 TM421 | 12 out 2007 | Catalina         | CSS                 | —         | MPC                           |
| 294198     | 2007 TO421 | 12 out 2007 | Catalina         | CSS                 | —         | MPC                           |
| 294199     | 2007 TA422 | 15 out 2007 | Catalina         | CSS                 | —         | MPC                           |
| 294200     | 2007 TA427 | 9 out 2007  | Kitt Peak        | Spacewatch          | —         | MPC                           |

## 294201–294300
| Designação         | Designação | Descoberta  | Descoberta           | Descobridor(es)     | Categoria | Mais informações / Referência |
| Permanente         | Provisória | Data        | Local                | Descobridor(es)     | Categoria | Mais informações / Referência |
| ------------------ | ---------- | ----------- | -------------------- | ------------------- | --------- | ----------------------------- |
| 294201             | 2007 TO429 | 12 out 2007 | Kitt Peak            | Spacewatch          | —         | MPC                           |
| 294202             | 2007 TB430 | 11 out 2007 | Kitt Peak            | Spacewatch          | —         | MPC                           |
| 294203             | 2007 TQ430 | 13 out 2007 | Kitt Peak            | Spacewatch          | —         | MPC                           |
| 294204             | 2007 TS430 | 14 out 2007 | Mount Lemmon         | Mount Lemmon Survey | —         | MPC                           |
| 294205             | 2007 TT430 | 14 out 2007 | Mount Lemmon         | Mount Lemmon Survey | —         | MPC                           |
| 294206             | 2007 TA435 | 4 out 2007  | Mount Lemmon         | Mount Lemmon Survey | —         | MPC                           |
| 294207             | 2007 TL435 | 12 out 2007 | Mount Lemmon         | Mount Lemmon Survey | —         | MPC                           |
| 294208             | 2007 TC436 | 15 out 2007 | Mount Lemmon         | Mount Lemmon Survey | —         | MPC                           |
| 294209             | 2007 TM448 | 8 out 2007  | Catalina             | CSS                 | —         | MPC                           |
| 294210             | 2007 UA    | 16 out 2007 | Mayhill              | A. Lowe             | —         | MPC                           |
| 294211             | 2007 UY    | 16 out 2007 | 7300 Observatory     | W. K. Y. Yeung      | —         | MPC                           |
| 294212             | 2007 UG2   | 18 out 2007 | Mayhill              | A. Lowe             | —         | MPC                           |
| 294213             | 2007 US2   | 18 out 2007 | 7300                 | W. K. Y. Yeung      | —         | MPC                           |
| 294214             | 2007 UC3   | 16 out 2007 | 7300                 | W. K. Y. Yeung      | —         | MPC                           |
| 294215             | 2007 UK3   | 18 out 2007 | Junk Bond            | D. Healy            | —         | MPC                           |
| 294216             | 2007 UM4   | 16 out 2007 | Bisei SG Center      | BATTeRS             | —         | MPC                           |
| 294217             | 2007 UL6   | 20 out 2007 | Tiki                 | N. Teamo            | —         | MPC                           |
| 294218             | 2007 UR6   | 19 out 2007 | Socorro              | LINEAR              | —         | MPC                           |
| 294219             | 2007 UN9   | 17 out 2007 | Anderson Mesa        | LONEOS              | Phocaea   | MPC                           |
| 294220             | 2007 US10  | 18 out 2007 | Anderson Mesa        | LONEOS              | —         | MPC                           |
| 294221             | 2007 UU10  | 18 out 2007 | Anderson Mesa        | LONEOS              | —         | MPC                           |
| 294222             | 2007 UL14  | 16 out 2007 | Catalina             | CSS                 | —         | MPC                           |
| 294223             | 2007 UE18  | 17 out 2007 | Anderson Mesa        | LONEOS              | —         | MPC                           |
| 294224             | 2007 UK18  | 17 out 2007 | Anderson Mesa        | LONEOS              | —         | MPC                           |
| 294225             | 2007 UY20  | 16 out 2007 | Kitt Peak            | Spacewatch          | —         | MPC                           |
| 294226             | 2007 UZ20  | 16 out 2007 | Kitt Peak            | Spacewatch          | Eos       | MPC                           |
| 294227             | 2007 UN21  | 16 out 2007 | Kitt Peak            | Spacewatch          | —         | MPC                           |
| 294228             | 2007 US24  | 16 out 2007 | Kitt Peak            | Spacewatch          | —         | MPC                           |
| 294229             | 2007 UZ25  | 16 out 2007 | Kitt Peak            | Spacewatch          | —         | MPC                           |
| 294230             | 2007 UK27  | 16 out 2007 | Mount Lemmon         | Mount Lemmon Survey | —         | MPC                           |
| 294231             | 2007 UU28  | 17 out 2007 | Anderson Mesa        | LONEOS              | —         | MPC                           |
| 294232             | 2007 UZ28  | 18 out 2007 | Kitt Peak            | Spacewatch          | —         | MPC                           |
| 294233             | 2007 UL29  | 18 out 2007 | Kitt Peak            | Spacewatch          | —         | MPC                           |
| 294234             | 2007 UC34  | 17 out 2007 | Anderson Mesa        | LONEOS              | —         | MPC                           |
| 294235             | 2007 UJ36  | 19 out 2007 | Kitt Peak            | Spacewatch          | —         | MPC                           |
| 294236             | 2007 UM37  | 19 out 2007 | Catalina             | CSS                 | —         | MPC                           |
| 294237             | 2007 UZ37  | 19 out 2007 | Kitt Peak            | Spacewatch          | —         | MPC                           |
| 294238             | 2007 UB38  | 19 out 2007 | Kitt Peak            | Spacewatch          | —         | MPC                           |
| 294239             | 2007 UV38  | 20 out 2007 | Catalina             | CSS                 | —         | MPC                           |
| 294240             | 2007 UN40  | 16 out 2007 | Kitt Peak            | Spacewatch          | —         | MPC                           |
| 294241             | 2007 UB41  | 16 out 2007 | Kitt Peak            | Spacewatch          | Brangane  | MPC                           |
| 294242             | 2007 UM42  | 16 out 2007 | Mount Lemmon         | Mount Lemmon Survey | —         | MPC                           |
| 294243             | 2007 UC46  | 20 out 2007 | Catalina             | CSS                 | —         | MPC                           |
| 294244             | 2007 UT48  | 20 out 2007 | Mount Lemmon         | Mount Lemmon Survey | —         | MPC                           |
| 294245             | 2007 UL52  | 24 out 2007 | Mount Lemmon         | Mount Lemmon Survey | —         | MPC                           |
| 294246             | 2007 UR52  | 24 out 2007 | Mount Lemmon         | Mount Lemmon Survey | —         | MPC                           |
| 294247             | 2007 UV56  | 30 out 2007 | Mount Lemmon         | Mount Lemmon Survey | —         | MPC                           |
| 294248             | 2007 UT58  | 30 out 2007 | Mount Lemmon         | Mount Lemmon Survey | —         | MPC                           |
| 294249             | 2007 UW59  | 30 out 2007 | Mount Lemmon         | Mount Lemmon Survey | —         | MPC                           |
| 294250             | 2007 UK65  | 31 out 2007 | Mount Lemmon         | Mount Lemmon Survey | —         | MPC                           |
| 294251             | 2007 UY65  | 31 out 2007 | Kitt Peak            | Spacewatch          | —         | MPC                           |
| 294252             | 2007 UD68  | 30 out 2007 | Catalina             | CSS                 | —         | MPC                           |
| 294253             | 2007 UG71  | 30 out 2007 | Mount Lemmon         | Mount Lemmon Survey | —         | MPC                           |
| 294254             | 2007 UP71  | 30 out 2007 | Catalina             | CSS                 | —         | MPC                           |
| 294255             | 2007 UU71  | 30 out 2007 | Mount Lemmon         | Mount Lemmon Survey | —         | MPC                           |
| 294256             | 2007 UT76  | 31 out 2007 | Mount Lemmon         | Mount Lemmon Survey | —         | MPC                           |
| 294257             | 2007 UV76  | 31 out 2007 | Mount Lemmon         | Mount Lemmon Survey | —         | MPC                           |
| 294258             | 2007 UR80  | 31 out 2007 | Mount Lemmon         | Mount Lemmon Survey | Eos       | MPC                           |
| 294259             | 2007 US81  | 30 out 2007 | Kitt Peak            | Spacewatch          | —         | MPC                           |
| 294260             | 2007 UG82  | 30 out 2007 | Kitt Peak            | Spacewatch          | —         | MPC                           |
| 294261             | 2007 UG85  | 30 out 2007 | Kitt Peak            | Spacewatch          | —         | MPC                           |
| 294262             | 2007 UT85  | 30 out 2007 | Kitt Peak            | Spacewatch          | —         | MPC                           |
| 294263             | 2007 UO87  | 30 out 2007 | Kitt Peak            | Spacewatch          | —         | MPC                           |
| 294264             | 2007 UH88  | 30 out 2007 | Kitt Peak            | Spacewatch          | —         | MPC                           |
| 294265             | 2007 UQ94  | 31 out 2007 | Mount Lemmon         | Mount Lemmon Survey | —         | MPC                           |
| 294266             | 2007 UN95  | 31 out 2007 | Mount Lemmon         | Mount Lemmon Survey | —         | MPC                           |
| 294267             | 2007 UX95  | 30 out 2007 | Mount Lemmon         | Mount Lemmon Survey | —         | MPC                           |
| 294268             | 2007 UY95  | 30 out 2007 | Mount Lemmon         | Mount Lemmon Survey | —         | MPC                           |
| 294269             | 2007 UM98  | 30 out 2007 | Kitt Peak            | Spacewatch          | —         | MPC                           |
| 294270             | 2007 UT99  | 30 out 2007 | Kitt Peak            | Spacewatch          | —         | MPC                           |
| 294271             | 2007 UQ100 | 30 out 2007 | Kitt Peak            | Spacewatch          | —         | MPC                           |
| 294272             | 2007 UM101 | 30 out 2007 | Kitt Peak            | Spacewatch          | —         | MPC                           |
| 294273             | 2007 UJ102 | 30 out 2007 | Kitt Peak            | Spacewatch          | —         | MPC                           |
| 294274             | 2007 UX102 | 30 out 2007 | Mount Lemmon         | Mount Lemmon Survey | —         | MPC                           |
| 294275             | 2007 UJ103 | 30 out 2007 | Mount Lemmon         | Mount Lemmon Survey | —         | MPC                           |
| 294276             | 2007 UV103 | 30 out 2007 | Kitt Peak            | Spacewatch          | —         | MPC                           |
| 294277             | 2007 UD104 | 30 out 2007 | Kitt Peak            | Spacewatch          | —         | MPC                           |
| 294278             | 2007 UP105 | 30 out 2007 | Kitt Peak            | Spacewatch          | —         | MPC                           |
| 294279             | 2007 UF106 | 31 out 2007 | Mount Lemmon         | Mount Lemmon Survey | —         | MPC                           |
| 294280             | 2007 US106 | 31 out 2007 | Mount Lemmon         | Mount Lemmon Survey | —         | MPC                           |
| 294281             | 2007 UG108 | 30 out 2007 | Kitt Peak            | Spacewatch          | —         | MPC                           |
| 294282             | 2007 UV108 | 30 out 2007 | Kitt Peak            | Spacewatch          | —         | MPC                           |
| 294283             | 2007 UD112 | 30 out 2007 | Mount Lemmon         | Mount Lemmon Survey | —         | MPC                           |
| 294284             | 2007 UX112 | 30 out 2007 | Mount Lemmon         | Mount Lemmon Survey | —         | MPC                           |
| 294285             | 2007 UK114 | 31 out 2007 | Kitt Peak            | Spacewatch          | —         | MPC                           |
| 294286             | 2007 UP115 | 31 out 2007 | Kitt Peak            | Spacewatch          | —         | MPC                           |
| 294287             | 2007 UP116 | 30 out 2007 | Kitt Peak            | Spacewatch          | —         | MPC                           |
| 294288             | 2007 UH117 | 30 out 2007 | Catalina             | CSS                 | —         | MPC                           |
| 294289             | 2007 UO118 | 31 out 2007 | Mount Lemmon         | Mount Lemmon Survey | —         | MPC                           |
| 294290             | 2007 UY127 | 19 out 2007 | Mount Lemmon         | Mount Lemmon Survey | —         | MPC                           |
| 294291             | 2007 UD130 | 17 out 2007 | Mount Lemmon         | Mount Lemmon Survey | —         | MPC                           |
| 294292             | 2007 UA131 | 20 out 2007 | Mount Lemmon         | Mount Lemmon Survey | —         | MPC                           |
| 294293             | 2007 UR138 | 20 out 2007 | Catalina             | CSS                 | —         | MPC                           |
| 294294             | 2007 VD    | 1 nov 2007  | 7300                 | W. K. Y. Yeung      | —         | MPC                           |
| 294295 Brodardmarc | 2007 VU    | 1 nov 2007  | Marly                | P. Kocher           | —         | MPC                           |
| 294296 Efeso       | 2007 VS2   | 3 nov 2007  | Vallemare di Borbona | V. S. Casulli       | —         | MPC                           |
| 294297             | 2007 VM4   | 3 nov 2007  | Majorca              | Mallorca Obs.       | —         | MPC                           |
| 294298             | 2007 VT4   | 3 nov 2007  | Kitami               | K. Endate           | —         | MPC                           |
| 294299             | 2007 VQ8   | 1 nov 2007  | Kitt Peak            | Spacewatch          | —         | MPC                           |
| 294300             | 2007 VC9   | 2 nov 2007  | Mount Lemmon         | Mount Lemmon Survey | —         | MPC                           |

## 294301–294400
| Designação | Designação | Descoberta  | Descoberta      | Descobridor(es)     | Categoria | Mais informações / Referência |
| Permanente | Provisória | Data        | Local           | Descobridor(es)     | Categoria | Mais informações / Referência |
| ---------- | ---------- | ----------- | --------------- | ------------------- | --------- | ----------------------------- |
| 294301     | 2007 VA10  | 5 nov 2007  | Mount Lemmon    | Mount Lemmon Survey | —         | MPC                           |
| 294302     | 2007 VL10  | 3 nov 2007  | Needville       | Needville Obs.      | —         | MPC                           |
| 294303     | 2007 VM11  | 2 nov 2007  | Catalina        | CSS                 | —         | MPC                           |
| 294304     | 2007 VM12  | 1 nov 2007  | Kitt Peak       | Spacewatch          | Brangane  | MPC                           |
| 294305     | 2007 VU19  | 1 nov 2007  | Kitt Peak       | Spacewatch          | —         | MPC                           |
| 294306     | 2007 VO25  | 1 nov 2007  | Kitt Peak       | Spacewatch          | —         | MPC                           |
| 294307     | 2007 VW25  | 2 nov 2007  | Mount Lemmon    | Mount Lemmon Survey | —         | MPC                           |
| 294308     | 2007 VJ27  | 1 nov 2007  | Kitt Peak       | Spacewatch          | —         | MPC                           |
| 294309     | 2007 VV27  | 2 nov 2007  | Kitt Peak       | Spacewatch          | —         | MPC                           |
| 294310     | 2007 VV32  | 2 nov 2007  | Kitt Peak       | Spacewatch          | —         | MPC                           |
| 294311     | 2007 VT38  | 2 nov 2007  | Catalina        | CSS                 | —         | MPC                           |
| 294312     | 2007 VP43  | 1 nov 2007  | Kitt Peak       | Spacewatch          | —         | MPC                           |
| 294313     | 2007 VH48  | 1 nov 2007  | Kitt Peak       | Spacewatch          | —         | MPC                           |
| 294314     | 2007 VC49  | 1 nov 2007  | Kitt Peak       | Spacewatch          | —         | MPC                           |
| 294315     | 2007 VW49  | 1 nov 2007  | Kitt Peak       | Spacewatch          | —         | MPC                           |
| 294316     | 2007 VC50  | 1 nov 2007  | Kitt Peak       | Spacewatch          | —         | MPC                           |
| 294317     | 2007 VF51  | 1 nov 2007  | Kitt Peak       | Spacewatch          | —         | MPC                           |
| 294318     | 2007 VH51  | 1 nov 2007  | Kitt Peak       | Spacewatch          | —         | MPC                           |
| 294319     | 2007 VT51  | 1 nov 2007  | Kitt Peak       | Spacewatch          | —         | MPC                           |
| 294320     | 2007 VE52  | 1 nov 2007  | Kitt Peak       | Spacewatch          | —         | MPC                           |
| 294321     | 2007 VY54  | 1 nov 2007  | Kitt Peak       | Spacewatch          | —         | MPC                           |
| 294322     | 2007 VV56  | 1 nov 2007  | Kitt Peak       | Spacewatch          | —         | MPC                           |
| 294323     | 2007 VG57  | 1 nov 2007  | Kitt Peak       | Spacewatch          | —         | MPC                           |
| 294324     | 2007 VQ57  | 1 nov 2007  | Kitt Peak       | Spacewatch          | —         | MPC                           |
| 294325     | 2007 VX57  | 1 nov 2007  | Kitt Peak       | Spacewatch          | —         | MPC                           |
| 294326     | 2007 VR58  | 1 nov 2007  | Kitt Peak       | Spacewatch          | —         | MPC                           |
| 294327     | 2007 VL62  | 1 nov 2007  | Kitt Peak       | Spacewatch          | —         | MPC                           |
| 294328     | 2007 VP62  | 1 nov 2007  | Kitt Peak       | Spacewatch          | —         | MPC                           |
| 294329     | 2007 VG63  | 1 nov 2007  | Kitt Peak       | Spacewatch          | —         | MPC                           |
| 294330     | 2007 VK64  | 1 nov 2007  | Kitt Peak       | Spacewatch          | —         | MPC                           |
| 294331     | 2007 VG66  | 2 nov 2007  | Kitt Peak       | Spacewatch          | —         | MPC                           |
| 294332     | 2007 VS72  | 1 nov 2007  | Kitt Peak       | Spacewatch          | Themis    | MPC                           |
| 294333     | 2007 VU73  | 2 nov 2007  | Purple Mountain | PMO NEO             | —         | MPC                           |
| 294334     | 2007 VZ74  | 3 nov 2007  | Kitt Peak       | Spacewatch          | —         | MPC                           |
| 294335     | 2007 VD83  | 4 nov 2007  | Mount Lemmon    | Mount Lemmon Survey | —         | MPC                           |
| 294336     | 2007 VZ83  | 5 nov 2007  | La Sagra        | Mallorca Obs.       | —         | MPC                           |
| 294337     | 2007 VC84  | 7 nov 2007  | Mayhill         | A. Lowe             | —         | MPC                           |
| 294338     | 2007 VG84  | 3 nov 2007  | Catalina        | CSS                 | —         | MPC                           |
| 294339     | 2007 VW84  | 8 nov 2007  | La Sagra        | Mallorca Obs.       | —         | MPC                           |
| 294340     | 2007 VD85  | 2 nov 2007  | Socorro         | LINEAR              | —         | MPC                           |
| 294341     | 2007 VO86  | 2 nov 2007  | Socorro         | LINEAR              | —         | MPC                           |
| 294342     | 2007 VQ87  | 2 nov 2007  | Socorro         | LINEAR              | —         | MPC                           |
| 294343     | 2007 VL89  | 4 nov 2007  | Socorro         | LINEAR              | —         | MPC                           |
| 294344     | 2007 VY89  | 4 nov 2007  | Socorro         | LINEAR              | —         | MPC                           |
| 294345     | 2007 VT90  | 5 nov 2007  | Socorro         | LINEAR              | —         | MPC                           |
| 294346     | 2007 VB91  | 7 nov 2007  | La Sagra        | Mallorca Obs.       | Brangane  | MPC                           |
| 294347     | 2007 VL91  | 7 nov 2007  | Calvin-Rehoboth | L. A. Molnar        | —         | MPC                           |
| 294348     | 2007 VV91  | 3 nov 2007  | Kitt Peak       | Spacewatch          | —         | MPC                           |
| 294349     | 2007 VC92  | 2 nov 2007  | Socorro         | LINEAR              | —         | MPC                           |
| 294350     | 2007 VR94  | 7 nov 2007  | Bisei SG Center | BATTeRS             | —         | MPC                           |
| 294351     | 2007 VX94  | 8 nov 2007  | Socorro         | LINEAR              | —         | MPC                           |
| 294352     | 2007 VF95  | 8 nov 2007  | Socorro         | LINEAR              | —         | MPC                           |
| 294353     | 2007 VQ95  | 8 nov 2007  | Socorro         | LINEAR              | —         | MPC                           |
| 294354     | 2007 VG96  | 9 nov 2007  | Calvin-Rehoboth | L. A. Molnar        | —         | MPC                           |
| 294355     | 2007 VK96  | 3 nov 2007  | Kitt Peak       | Spacewatch          | —         | MPC                           |
| 294356     | 2007 VB97  | 1 nov 2007  | Kitt Peak       | Spacewatch          | —         | MPC                           |
| 294357     | 2007 VM98  | 2 nov 2007  | Kitt Peak       | Spacewatch          | —         | MPC                           |
| 294358     | 2007 VO98  | 2 nov 2007  | Kitt Peak       | Spacewatch          | Ursula    | MPC                           |
| 294359     | 2007 VD99  | 2 nov 2007  | Catalina        | CSS                 | —         | MPC                           |
| 294360     | 2007 VG100 | 2 nov 2007  | Kitt Peak       | Spacewatch          | —         | MPC                           |
| 294361     | 2007 VN101 | 2 nov 2007  | Kitt Peak       | Spacewatch          | —         | MPC                           |
| 294362     | 2007 VP102 | 2 nov 2007  | Purple Mountain | PMO NEO             | —         | MPC                           |
| 294363     | 2007 VV103 | 3 nov 2007  | Kitt Peak       | Spacewatch          | —         | MPC                           |
| 294364     | 2007 VM107 | 3 nov 2007  | Kitt Peak       | Spacewatch          | —         | MPC                           |
| 294365     | 2007 VK108 | 3 nov 2007  | Kitt Peak       | Spacewatch          | —         | MPC                           |
| 294366     | 2007 VD109 | 3 nov 2007  | Kitt Peak       | Spacewatch          | —         | MPC                           |
| 294367     | 2007 VW110 | 3 nov 2007  | Kitt Peak       | Spacewatch          | —         | MPC                           |
| 294368     | 2007 VM112 | 3 nov 2007  | Kitt Peak       | Spacewatch          | —         | MPC                           |
| 294369     | 2007 VF117 | 3 nov 2007  | Kitt Peak       | Spacewatch          | —         | MPC                           |
| 294370     | 2007 VR117 | 4 nov 2007  | Kitt Peak       | Spacewatch          | —         | MPC                           |
| 294371     | 2007 VZ122 | 5 nov 2007  | Mount Lemmon    | Mount Lemmon Survey | —         | MPC                           |
| 294372     | 2007 VZ123 | 5 nov 2007  | Mount Lemmon    | Mount Lemmon Survey | —         | MPC                           |
| 294373     | 2007 VV124 | 5 nov 2007  | Mount Lemmon    | Mount Lemmon Survey | Mitidika  | MPC                           |
| 294374     | 2007 VV125 | 7 nov 2007  | Bisei SG Center | BATTeRS             | —         | MPC                           |
| 294375     | 2007 VY125 | 9 nov 2007  | 7300            | W. K. Y. Yeung      | —         | MPC                           |
| 294376     | 2007 VR126 | 11 nov 2007 | Bisei SG Center | BATTeRS             | —         | MPC                           |
| 294377     | 2007 VO132 | 2 nov 2007  | Mount Lemmon    | Mount Lemmon Survey | —         | MPC                           |
| 294378     | 2007 VU132 | 2 nov 2007  | Mount Lemmon    | Mount Lemmon Survey | —         | MPC                           |
| 294379     | 2007 VW135 | 3 nov 2007  | Mount Lemmon    | Mount Lemmon Survey | —         | MPC                           |
| 294380     | 2007 VY135 | 4 nov 2007  | Mount Lemmon    | Mount Lemmon Survey | —         | MPC                           |
| 294381     | 2007 VS143 | 4 nov 2007  | Kitt Peak       | Spacewatch          | —         | MPC                           |
| 294382     | 2007 VB144 | 4 nov 2007  | Kitt Peak       | Spacewatch          | Themis    | MPC                           |
| 294383     | 2007 VD144 | 4 nov 2007  | Kitt Peak       | Spacewatch          | —         | MPC                           |
| 294384     | 2007 VL146 | 4 nov 2007  | Kitt Peak       | Spacewatch          | —         | MPC                           |
| 294385     | 2007 VO148 | 5 nov 2007  | Purple Mountain | PMO NEO             | —         | MPC                           |
| 294386     | 2007 VM149 | 7 nov 2007  | Catalina        | CSS                 | —         | MPC                           |
| 294387     | 2007 VH151 | 7 nov 2007  | Catalina        | CSS                 | —         | MPC                           |
| 294388     | 2007 VH152 | 2 nov 2007  | Kitt Peak       | Spacewatch          | —         | MPC                           |
| 294389     | 2007 VP153 | 4 nov 2007  | Kitt Peak       | Spacewatch          | —         | MPC                           |
| 294390     | 2007 VL161 | 5 nov 2007  | Kitt Peak       | Spacewatch          | —         | MPC                           |
| 294391     | 2007 VM161 | 5 nov 2007  | Kitt Peak       | Spacewatch          | —         | MPC                           |
| 294392     | 2007 VU163 | 5 nov 2007  | Kitt Peak       | Spacewatch          | Eos       | MPC                           |
| 294393     | 2007 VL164 | 5 nov 2007  | Kitt Peak       | Spacewatch          | —         | MPC                           |
| 294394     | 2007 VN165 | 5 nov 2007  | Kitt Peak       | Spacewatch          | —         | MPC                           |
| 294395     | 2007 VQ165 | 5 nov 2007  | Kitt Peak       | Spacewatch          | Maria     | MPC                           |
| 294396     | 2007 VL167 | 5 nov 2007  | Kitt Peak       | Spacewatch          | —         | MPC                           |
| 294397     | 2007 VG168 | 5 nov 2007  | Kitt Peak       | Spacewatch          | —         | MPC                           |
| 294398     | 2007 VZ168 | 5 nov 2007  | Kitt Peak       | Spacewatch          | —         | MPC                           |
| 294399     | 2007 VD170 | 6 nov 2007  | Kitt Peak       | Spacewatch          | —         | MPC                           |
| 294400     | 2007 VP185 | 8 nov 2007  | Catalina        | CSS                 | —         | MPC                           |

## 294401–294500
| Designação    | Designação | Descoberta  | Descoberta        | Descobridor(es)      | Categoria | Mais informações / Referência |
| Permanente    | Provisória | Data        | Local             | Descobridor(es)      | Categoria | Mais informações / Referência |
| ------------- | ---------- | ----------- | ----------------- | -------------------- | --------- | ----------------------------- |
| 294401        | 2007 VJ188 | 11 nov 2007 | La Sagra          | Mallorca Obs.        | —         | MPC                           |
| 294402 Joeorr | 2007 VN189 | 11 nov 2007 | Anderson Mesa     | L. H. Wasserman      | —         | MPC                           |
| 294403        | 2007 VW189 | 14 nov 2007 | La Sagra          | Mallorca Obs.        | —         | MPC                           |
| 294404        | 2007 VR191 | 4 nov 2007  | Mount Lemmon      | Mount Lemmon Survey  | —         | MPC                           |
| 294405        | 2007 VK192 | 4 nov 2007  | Mount Lemmon      | Mount Lemmon Survey  | Brangane  | MPC                           |
| 294406        | 2007 VV193 | 4 nov 2007  | Mount Lemmon      | Mount Lemmon Survey  | —         | MPC                           |
| 294407        | 2007 VG195 | 7 nov 2007  | Mount Lemmon      | Mount Lemmon Survey  | —         | MPC                           |
| 294408        | 2007 VQ195 | 7 nov 2007  | Kitt Peak         | Spacewatch           | —         | MPC                           |
| 294409        | 2007 VB199 | 9 nov 2007  | Mount Lemmon      | Mount Lemmon Survey  | Mitidika  | MPC                           |
| 294410        | 2007 VE200 | 9 nov 2007  | Mount Lemmon      | Mount Lemmon Survey  | —         | MPC                           |
| 294411        | 2007 VQ203 | 9 nov 2007  | Kitt Peak         | Spacewatch           | —         | MPC                           |
| 294412        | 2007 VA207 | 9 nov 2007  | Catalina          | CSS                  | —         | MPC                           |
| 294413        | 2007 VC209 | 7 nov 2007  | Kitt Peak         | Spacewatch           | —         | MPC                           |
| 294414        | 2007 VG209 | 7 nov 2007  | Kitt Peak         | Spacewatch           | —         | MPC                           |
| 294415        | 2007 VL213 | 9 nov 2007  | Kitt Peak         | Spacewatch           | —         | MPC                           |
| 294416        | 2007 VR215 | 9 nov 2007  | Kitt Peak         | Spacewatch           | —         | MPC                           |
| 294417        | 2007 VZ215 | 9 nov 2007  | Kitt Peak         | Spacewatch           | —         | MPC                           |
| 294418        | 2007 VC217 | 9 nov 2007  | Kitt Peak         | Spacewatch           | —         | MPC                           |
| 294419        | 2007 VQ219 | 9 nov 2007  | Kitt Peak         | Spacewatch           | —         | MPC                           |
| 294420        | 2007 VG220 | 9 nov 2007  | Kitt Peak         | Spacewatch           | —         | MPC                           |
| 294421        | 2007 VQ221 | 14 nov 2007 | Bisei SG Center   | BATTeRS              | —         | MPC                           |
| 294422        | 2007 VQ223 | 7 nov 2007  | Catalina          | CSS                  | —         | MPC                           |
| 294423        | 2007 VF227 | 12 nov 2007 | Catalina          | CSS                  | —         | MPC                           |
| 294424        | 2007 VL229 | 7 nov 2007  | Kitt Peak         | Spacewatch           | —         | MPC                           |
| 294425        | 2007 VJ231 | 7 nov 2007  | Kitt Peak         | Spacewatch           | —         | MPC                           |
| 294426        | 2007 VH234 | 9 nov 2007  | Kitt Peak         | Spacewatch           | —         | MPC                           |
| 294427        | 2007 VB237 | 11 nov 2007 | Mount Lemmon      | Mount Lemmon Survey  | —         | MPC                           |
| 294428        | 2007 VV243 | 13 nov 2007 | Dauban            | Chante-Perdrix Obs.  | —         | MPC                           |
| 294429        | 2007 VH244 | 15 nov 2007 | La Sagra          | Mallorca Obs.        | —         | MPC                           |
| 294430        | 2007 VH245 | 14 nov 2007 | Bisei SG Center   | BATTeRS              | —         | MPC                           |
| 294431        | 2007 VG252 | 12 nov 2007 | Catalina          | CSS                  | —         | MPC                           |
| 294432        | 2007 VD253 | 13 nov 2007 | Mount Lemmon      | Mount Lemmon Survey  | —         | MPC                           |
| 294433        | 2007 VO258 | 15 nov 2007 | Mount Lemmon      | Mount Lemmon Survey  | —         | MPC                           |
| 294434        | 2007 VR261 | 13 nov 2007 | Mount Lemmon      | Mount Lemmon Survey  | —         | MPC                           |
| 294435        | 2007 VW263 | 13 nov 2007 | Kitt Peak         | Spacewatch           | —         | MPC                           |
| 294436        | 2007 VB264 | 13 nov 2007 | Kitt Peak         | Spacewatch           | —         | MPC                           |
| 294437        | 2007 VH267 | 13 nov 2007 | Cerro Burek       | Alianza S4 Obs.      | —         | MPC                           |
| 294438        | 2007 VV269 | 15 nov 2007 | Socorro           | LINEAR               | —         | MPC                           |
| 294439        | 2007 VE274 | 13 nov 2007 | Kitt Peak         | Spacewatch           | —         | MPC                           |
| 294440        | 2007 VR277 | 14 nov 2007 | Kitt Peak         | Spacewatch           | —         | MPC                           |
| 294441        | 2007 VB278 | 14 nov 2007 | Kitt Peak         | Spacewatch           | Phocaea   | MPC                           |
| 294442        | 2007 VV279 | 14 nov 2007 | Kitt Peak         | Spacewatch           | Mitidika  | MPC                           |
| 294443        | 2007 VV283 | 14 nov 2007 | Kitt Peak         | Spacewatch           | —         | MPC                           |
| 294444        | 2007 VQ284 | 14 nov 2007 | Kitt Peak         | Spacewatch           | —         | MPC                           |
| 294445        | 2007 VH285 | 14 nov 2007 | Kitt Peak         | Spacewatch           | Brangane  | MPC                           |
| 294446        | 2007 VG287 | 15 nov 2007 | Catalina          | CSS                  | —         | MPC                           |
| 294447        | 2007 VL290 | 14 nov 2007 | Kitt Peak         | Spacewatch           | —         | MPC                           |
| 294448        | 2007 VM290 | 14 nov 2007 | Kitt Peak         | Spacewatch           | —         | MPC                           |
| 294449        | 2007 VQ291 | 14 nov 2007 | Kitt Peak         | Spacewatch           | —         | MPC                           |
| 294450        | 2007 VH296 | 15 nov 2007 | Anderson Mesa     | LONEOS               | —         | MPC                           |
| 294451        | 2007 VT296 | 15 nov 2007 | Mount Lemmon      | Mount Lemmon Survey  | —         | MPC                           |
| 294452        | 2007 VG298 | 11 nov 2007 | Catalina          | CSS                  | Phocaea   | MPC                           |
| 294453        | 2007 VP299 | 12 nov 2007 | Catalina          | CSS                  | —         | MPC                           |
| 294454        | 2007 VR303 | 3 nov 2007  | Catalina          | CSS                  | —         | MPC                           |
| 294455        | 2007 VE306 | 9 nov 2007  | Mount Lemmon      | Mount Lemmon Survey  | —         | MPC                           |
| 294456        | 2007 VJ307 | 2 nov 2007  | Catalina          | CSS                  | —         | MPC                           |
| 294457        | 2007 VF310 | 7 nov 2007  | Kitt Peak         | Spacewatch           | —         | MPC                           |
| 294458        | 2007 VK311 | 7 nov 2007  | Kitt Peak         | Spacewatch           | —         | MPC                           |
| 294459        | 2007 VO311 | 11 nov 2007 | Mount Lemmon      | Mount Lemmon Survey  | —         | MPC                           |
| 294460        | 2007 VR311 | 14 nov 2007 | Kitt Peak         | Spacewatch           | —         | MPC                           |
| 294461        | 2007 VT312 | 3 nov 2007  | Kitt Peak         | Spacewatch           | —         | MPC                           |
| 294462        | 2007 VO315 | 6 nov 2007  | Kitt Peak         | Spacewatch           | —         | MPC                           |
| 294463        | 2007 VE316 | 2 nov 2007  | Kitt Peak         | Spacewatch           | —         | MPC                           |
| 294464        | 2007 VG316 | 3 nov 2007  | Kitt Peak         | Spacewatch           | —         | MPC                           |
| 294465        | 2007 VO316 | 5 nov 2007  | Mount Lemmon      | Mount Lemmon Survey  | —         | MPC                           |
| 294466        | 2007 VY316 | 11 nov 2007 | Mount Lemmon      | Mount Lemmon Survey  | —         | MPC                           |
| 294467        | 2007 VN323 | 3 nov 2007  | Mount Lemmon      | Mount Lemmon Survey  | —         | MPC                           |
| 294468        | 2007 VH326 | 3 nov 2007  | Kitt Peak         | Spacewatch           | —         | MPC                           |
| 294469        | 2007 VA327 | 5 nov 2007  | Kitt Peak         | Spacewatch           | —         | MPC                           |
| 294470        | 2007 VD327 | 6 nov 2007  | Kitt Peak         | Spacewatch           | —         | MPC                           |
| 294471        | 2007 VR327 | 8 nov 2007  | Socorro           | LINEAR               | —         | MPC                           |
| 294472        | 2007 VU329 | 2 nov 2007  | Kitt Peak         | Spacewatch           | —         | MPC                           |
| 294473        | 2007 VP330 | 3 nov 2007  | Kitt Peak         | Spacewatch           | —         | MPC                           |
| 294474        | 2007 VE331 | 5 nov 2007  | Mount Lemmon      | Mount Lemmon Survey  | —         | MPC                           |
| 294475        | 2007 VS332 | 8 nov 2007  | Mount Lemmon      | Mount Lemmon Survey  | —         | MPC                           |
| 294476        | 2007 VY332 | 9 nov 2007  | Socorro           | LINEAR               | —         | MPC                           |
| 294477        | 2007 VC333 | 9 nov 2007  | Kitt Peak         | Spacewatch           | —         | MPC                           |
| 294478        | 2007 WD    | 16 nov 2007 | Mayhill           | A. Lowe              | —         | MPC                           |
| 294479        | 2007 WC2   | 17 nov 2007 | Bisei SG Center   | BATTeRS              | —         | MPC                           |
| 294480        | 2007 WR5   | 17 nov 2007 | Socorro           | LINEAR               | —         | MPC                           |
| 294481        | 2007 WL6   | 4 out 2002  | Socorro           | LINEAR               | —         | MPC                           |
| 294482        | 2007 WR6   | 18 nov 2007 | Socorro           | LINEAR               | —         | MPC                           |
| 294483        | 2007 WS6   | 18 nov 2007 | Socorro           | LINEAR               | —         | MPC                           |
| 294484        | 2007 WZ6   | 18 nov 2007 | Socorro           | LINEAR               | —         | MPC                           |
| 294485        | 2007 WW7   | 18 nov 2007 | Socorro           | LINEAR               | —         | MPC                           |
| 294486        | 2007 WR8   | 18 nov 2007 | Socorro           | LINEAR               | —         | MPC                           |
| 294487        | 2007 WP11  | 17 nov 2007 | Catalina          | CSS                  | —         | MPC                           |
| 294488        | 2007 WU12  | 17 nov 2007 | Bisei SG Center   | BATTeRS              | —         | MPC                           |
| 294489        | 2007 WY18  | 18 nov 2007 | Mount Lemmon      | Mount Lemmon Survey  | —         | MPC                           |
| 294490        | 2007 WP20  | 18 nov 2007 | Mount Lemmon      | Mount Lemmon Survey  | —         | MPC                           |
| 294491        | 2007 WQ23  | 18 nov 2007 | Mount Lemmon      | Mount Lemmon Survey  | —         | MPC                           |
| 294492        | 2007 WC24  | 18 nov 2007 | Mount Lemmon      | Mount Lemmon Survey  | —         | MPC                           |
| 294493        | 2007 WU25  | 18 nov 2007 | Mount Lemmon      | Mount Lemmon Survey  | —         | MPC                           |
| 294494        | 2007 WN26  | 18 nov 2007 | Mount Lemmon      | Mount Lemmon Survey  | —         | MPC                           |
| 294495        | 2007 WN30  | 19 nov 2007 | Kitt Peak         | Spacewatch           | Eos       | MPC                           |
| 294496        | 2007 WU35  | 19 nov 2007 | Mount Lemmon      | Mount Lemmon Survey  | —         | MPC                           |
| 294497        | 2007 WC55  | 28 nov 2007 | Mayhill           | A. Lowe              | Juno      | MPC                           |
| 294498        | 2007 WL55  | 30 nov 2007 | Lulin Observatory | T.-C. Yang, Q.-z. Ye | —         | MPC                           |
| 294499        | 2007 WB58  | 18 nov 2007 | Mount Lemmon      | Mount Lemmon Survey  | —         | MPC                           |
| 294500        | 2007 WC59  | 17 nov 2007 | Kitt Peak         | Spacewatch           | —         | MPC                           |

## 294501–294600
| Designação          | Designação | Descoberta  | Descoberta        | Descobridor(es)     | Categoria | Mais informações / Referência |
| Permanente          | Provisória | Data        | Local             | Descobridor(es)     | Categoria | Mais informações / Referência |
| ------------------- | ---------- | ----------- | ----------------- | ------------------- | --------- | ----------------------------- |
| 294501              | 2007 WT59  | 18 nov 2007 | Kitt Peak         | Spacewatch          | —         | MPC                           |
| 294502              | 2007 WY62  | 19 nov 2007 | Mount Lemmon      | Mount Lemmon Survey | —         | MPC                           |
| 294503              | 2007 XB    | 1 dez 2007  | Bisei SG Center   | BATTeRS             | —         | MPC                           |
| 294504              | 2007 XC    | 1 dez 2007  | Bisei SG Center   | BATTeRS             | —         | MPC                           |
| 294505              | 2007 XG    | 1 dez 2007  | Bisei SG Center   | BATTeRS             | —         | MPC                           |
| 294506              | 2007 XB1   | 2 dez 2007  | Lulin             | LUSS                | —         | MPC                           |
| 294507              | 2007 XS2   | 3 dez 2007  | Kitt Peak         | Spacewatch          | —         | MPC                           |
| 294508              | 2007 XV3   | 1 dez 2007  | Lulin Observatory | LUSS                | —         | MPC                           |
| 294509              | 2007 XG4   | 3 dez 2007  | Catalina          | CSS                 | —         | MPC                           |
| 294510              | 2007 XL6   | 4 dez 2007  | Catalina          | CSS                 | —         | MPC                           |
| 294511              | 2007 XO10  | 3 dez 2007  | Eskridge          | G. Hug              | —         | MPC                           |
| 294512              | 2007 XS10  | 5 dez 2007  | Pla D'Arguines    | R. Ferrando         | —         | MPC                           |
| 294513              | 2007 XQ13  | 4 dez 2007  | Anderson Mesa     | LONEOS              | —         | MPC                           |
| 294514              | 2007 XC14  | 5 dez 2007  | Kitt Peak         | Spacewatch          | —         | MPC                           |
| 294515              | 2007 XD14  | 5 dez 2007  | Kitt Peak         | Spacewatch          | —         | MPC                           |
| 294516              | 2007 XS15  | 8 dez 2007  | Bisei SG Center   | BATTeRS             | —         | MPC                           |
| 294517              | 2007 XV15  | 8 dez 2007  | La Sagra          | Mallorca Obs.       | —         | MPC                           |
| 294518              | 2007 XB16  | 6 dez 2007  | Catalina          | CSS                 | Juno      | MPC                           |
| 294519              | 2007 XB18  | 12 dez 2007 | Great Shefford    | P. Birtwhistle      | —         | MPC                           |
| 294520              | 2007 XX18  | 12 dez 2007 | Socorro           | LINEAR              | Brangane  | MPC                           |
| 294521              | 2007 XO24  | 13 dez 2007 | Socorro           | LINEAR              | —         | MPC                           |
| 294522              | 2007 XK25  | 15 dez 2007 | La Sagra          | Mallorca Obs.       | —         | MPC                           |
| 294523              | 2007 XU25  | 14 dez 2007 | Mount Lemmon      | Mount Lemmon Survey | Brangane  | MPC                           |
| 294524              | 2007 XU29  | 15 dez 2007 | Catalina          | CSS                 | —         | MPC                           |
| 294525              | 2007 XZ29  | 15 dez 2007 | Catalina          | CSS                 | —         | MPC                           |
| 294526              | 2007 XQ30  | 8 jan 2005  | Campo Imperatore  | CINEOS              | —         | MPC                           |
| 294527              | 2007 XG32  | 15 dez 2007 | Catalina          | CSS                 | —         | MPC                           |
| 294528              | 2007 XN32  | 15 dez 2007 | Catalina          | CSS                 | Brangane  | MPC                           |
| 294529              | 2007 XC33  | 15 dez 2007 | Mount Lemmon      | Mount Lemmon Survey | —         | MPC                           |
| 294530              | 2007 XN33  | 10 dez 2007 | Socorro           | LINEAR              | —         | MPC                           |
| 294531              | 2007 XR34  | 13 dez 2007 | Socorro           | LINEAR              | —         | MPC                           |
| 294532              | 2007 XU41  | 15 dez 2007 | Socorro           | LINEAR              | —         | MPC                           |
| 294533              | 2007 XH48  | 15 dez 2007 | Kitt Peak         | Spacewatch          | —         | MPC                           |
| 294534              | 2007 XL49  | 15 dez 2007 | Kitt Peak         | Spacewatch          | —         | MPC                           |
| 294535              | 2007 XF51  | 14 dez 2007 | Mount Lemmon      | Mount Lemmon Survey | —         | MPC                           |
| 294536              | 2007 XM51  | 4 dez 2007  | Mount Lemmon      | Mount Lemmon Survey | —         | MPC                           |
| 294537              | 2007 XA54  | 3 dez 2007  | Kitt Peak         | Spacewatch          | —         | MPC                           |
| 294538              | 2007 XD54  | 4 dez 2007  | Kitt Peak         | Spacewatch          | —         | MPC                           |
| 294539              | 2007 XH54  | 4 dez 2007  | Kitt Peak         | Spacewatch          | —         | MPC                           |
| 294540              | 2007 XD58  | 5 dez 2007  | Kitt Peak         | Spacewatch          | Brangane  | MPC                           |
| 294541              | 2007 XR59  | 15 dez 2007 | Mount Lemmon      | Mount Lemmon Survey | —         | MPC                           |
| 294542              | 2007 YU    | 16 dez 2007 | Bergisch Gladbach | W. Bickel           | —         | MPC                           |
| 294543              | 2007 YN2   | 18 dez 2007 | Vicques           | M. Ory              | —         | MPC                           |
| 294544              | 2007 YH7   | 15 jan 2001 | Kitt Peak         | Spacewatch          | —         | MPC                           |
| 294545              | 2007 YB8   | 16 dez 2007 | Kitt Peak         | Spacewatch          | —         | MPC                           |
| 294546              | 2007 YX10  | 16 dez 2007 | Anderson Mesa     | LONEOS              | —         | MPC                           |
| 294547              | 2007 YU13  | 17 dez 2007 | Mount Lemmon      | Mount Lemmon Survey | —         | MPC                           |
| 294548              | 2007 YJ14  | 17 dez 2007 | Mount Lemmon      | Mount Lemmon Survey | —         | MPC                           |
| 294549              | 2007 YM18  | 16 dez 2007 | Kitt Peak         | Spacewatch          | —         | MPC                           |
| 294550              | 2007 YJ20  | 16 dez 2007 | Kitt Peak         | Spacewatch          | —         | MPC                           |
| 294551              | 2007 YP22  | 16 dez 2007 | Kitt Peak         | Spacewatch          | Mitidika  | MPC                           |
| 294552              | 2007 YG23  | 16 dez 2007 | Anderson Mesa     | LONEOS              | —         | MPC                           |
| 294553              | 2007 YD27  | 18 dez 2007 | Mount Lemmon      | Mount Lemmon Survey | —         | MPC                           |
| 294554              | 2007 YE28  | 18 dez 2007 | Mount Lemmon      | Mount Lemmon Survey | Brangane  | MPC                           |
| 294555              | 2007 YZ28  | 19 dez 2007 | Kitt Peak         | Spacewatch          | —         | MPC                           |
| 294556              | 2007 YJ30  | 28 dez 2007 | Kitt Peak         | Spacewatch          | —         | MPC                           |
| 294557              | 2007 YK30  | 28 dez 2007 | Kitt Peak         | Spacewatch          | —         | MPC                           |
| 294558              | 2007 YH32  | 28 dez 2007 | Kitt Peak         | Spacewatch          | —         | MPC                           |
| 294559              | 2007 YR34  | 28 dez 2007 | Kitt Peak         | Spacewatch          | —         | MPC                           |
| 294560              | 2007 YY37  | 30 dez 2007 | Mount Lemmon      | Mount Lemmon Survey | —         | MPC                           |
| 294561              | 2007 YP41  | 30 dez 2007 | Kitt Peak         | Spacewatch          | —         | MPC                           |
| 294562              | 2007 YY42  | 30 dez 2007 | Catalina          | CSS                 | —         | MPC                           |
| 294563              | 2007 YU44  | 30 dez 2007 | Kitt Peak         | Spacewatch          | Mitidika  | MPC                           |
| 294564              | 2007 YA46  | 30 dez 2007 | Mount Lemmon      | Mount Lemmon Survey | —         | MPC                           |
| 294565              | 2007 YD46  | 30 dez 2007 | Kitt Peak         | Spacewatch          | —         | MPC                           |
| 294566              | 2007 YJ46  | 30 dez 2007 | Kitt Peak         | Spacewatch          | —         | MPC                           |
| 294567              | 2007 YK47  | 30 dez 2007 | Kitt Peak         | Spacewatch          | —         | MPC                           |
| 294568              | 2007 YP47  | 29 dez 2007 | Great Shefford    | P. Birtwhistle      | —         | MPC                           |
| 294569              | 2007 YH49  | 28 dez 2007 | Kitt Peak         | Spacewatch          | —         | MPC                           |
| 294570              | 2007 YU49  | 28 dez 2007 | Kitt Peak         | Spacewatch          | —         | MPC                           |
| 294571              | 2007 YW49  | 28 dez 2007 | Kitt Peak         | Spacewatch          | —         | MPC                           |
| 294572              | 2007 YW50  | 28 dez 2007 | Kitt Peak         | Spacewatch          | —         | MPC                           |
| 294573              | 2007 YA51  | 28 dez 2007 | Kitt Peak         | Spacewatch          | Brangane  | MPC                           |
| 294574              | 2007 YC52  | 30 dez 2007 | Kitt Peak         | Spacewatch          | —         | MPC                           |
| 294575              | 2007 YA53  | 30 dez 2007 | Kitt Peak         | Spacewatch          | Mitidika  | MPC                           |
| 294576              | 2007 YQ54  | 31 dez 2007 | Catalina          | CSS                 | —         | MPC                           |
| 294577              | 2007 YS55  | 31 dez 2007 | Mount Lemmon      | Mount Lemmon Survey | Mitidika  | MPC                           |
| 294578              | 2007 YA57  | 31 dez 2007 | Bisei SG Center   | BATTeRS             | —         | MPC                           |
| 294579              | 2007 YB57  | 30 dez 2007 | Kitt Peak         | Spacewatch          | —         | MPC                           |
| 294580              | 2007 YA60  | 18 dez 2007 | Catalina          | CSS                 | —         | MPC                           |
| 294581              | 2007 YB62  | 18 dez 2007 | Mount Lemmon      | Mount Lemmon Survey | —         | MPC                           |
| 294582              | 2007 YL62  | 30 dez 2007 | Kitt Peak         | Spacewatch          | —         | MPC                           |
| 294583              | 2007 YC65  | 31 dez 2007 | Kitt Peak         | Spacewatch          | —         | MPC                           |
| 294584              | 2007 YP65  | 31 dez 2007 | Kitt Peak         | Spacewatch          | —         | MPC                           |
| 294585              | 2007 YG66  | 30 dez 2007 | Mount Lemmon      | Mount Lemmon Survey | —         | MPC                           |
| 294586              | 2007 YU66  | 30 dez 2007 | Kitt Peak         | Spacewatch          | —         | MPC                           |
| 294587              | 2007 YL67  | 16 dez 2007 | Kitt Peak         | Spacewatch          | —         | MPC                           |
| 294588              | 2007 YF68  | 30 dez 2007 | Kitt Peak         | Spacewatch          | Brangane  | MPC                           |
| 294589              | 2007 YN68  | 31 dez 2007 | Kitt Peak         | Spacewatch          | —         | MPC                           |
| 294590              | 2007 YP70  | 16 dez 2007 | La Cañada         | J. Lacruz           | —         | MPC                           |
| 294591              | 2007 YE71  | 16 dez 2007 | Socorro           | LINEAR              | —         | MPC                           |
| 294592              | 2007 YY71  | 18 dez 2007 | Mount Lemmon      | Mount Lemmon Survey | —         | MPC                           |
| 294593              | 2007 YD72  | 18 dez 2007 | Mount Lemmon      | Mount Lemmon Survey | —         | MPC                           |
| 294594              | 2007 YM72  | 18 dez 2007 | Mount Lemmon      | Mount Lemmon Survey | —         | MPC                           |
| 294595 Shingareva   | 2008 AH1   | 6 jan 2008  | Zelenchukskaya    | T. V. Kryachko      | —         | MPC                           |
| 294596              | 2008 AV1   | 8 jan 2008  | Dauban            | F. Kugel            | —         | MPC                           |
| 294597              | 2008 AY1   | 5 jan 2008  | Mayhill           | A. Lowe             | —         | MPC                           |
| 294598              | 2008 AH2   | 4 jan 2008  | Lulin             | LUSS                | —         | MPC                           |
| 294599              | 2008 AV2   | 5 jan 2008  | Purple Mountain   | PMO NEO             | —         | MPC                           |
| 294600 Abedinabedin | 2008 AA3   | 7 jan 2008  | Lulin Observatory | Q.-z. Ye, C.-S. Lin | —         | MPC                           |

## 294601–294700
| Designação    | Designação | Descoberta  | Descoberta       | Descobridor(es)       | Categoria | Mais informações / Referência |
| Permanente    | Provisória | Data        | Local            | Descobridor(es)       | Categoria | Mais informações / Referência |
| ------------- | ---------- | ----------- | ---------------- | --------------------- | --------- | ----------------------------- |
| 294601        | 2008 AZ3   | 8 jan 2008  | Dauban           | F. Kugel              | —         | MPC                           |
| 294602        | 2008 AR5   | 10 jan 2008 | Mount Lemmon     | Mount Lemmon Survey   | —         | MPC                           |
| 294603        | 2008 AJ8   | 10 jan 2008 | Kitt Peak        | Spacewatch            | —         | MPC                           |
| 294604        | 2008 AS8   | 10 jan 2008 | Kitt Peak        | Spacewatch            | —         | MPC                           |
| 294605        | 2008 AT11  | 10 jan 2008 | Mount Lemmon     | Mount Lemmon Survey   | —         | MPC                           |
| 294606        | 2008 AM12  | 10 jan 2008 | Mount Lemmon     | Mount Lemmon Survey   | —         | MPC                           |
| 294607        | 2008 AT12  | 10 jan 2008 | Mount Lemmon     | Mount Lemmon Survey   | —         | MPC                           |
| 294608        | 2008 AW13  | 10 jan 2008 | Mount Lemmon     | Mount Lemmon Survey   | —         | MPC                           |
| 294609        | 2008 AF15  | 10 jan 2008 | Kitt Peak        | Spacewatch            | —         | MPC                           |
| 294610        | 2008 AG18  | 10 jan 2008 | Kitt Peak        | Spacewatch            | —         | MPC                           |
| 294611        | 2008 AV19  | 10 jan 2008 | Mount Lemmon     | Mount Lemmon Survey   | —         | MPC                           |
| 294612        | 2008 AL22  | 10 jan 2008 | Mount Lemmon     | Mount Lemmon Survey   | —         | MPC                           |
| 294613        | 2008 AW23  | 10 jan 2008 | Mount Lemmon     | Mount Lemmon Survey   | —         | MPC                           |
| 294614        | 2008 AM24  | 10 jan 2008 | Mount Lemmon     | Mount Lemmon Survey   | —         | MPC                           |
| 294615        | 2008 AM26  | 10 jan 2008 | Mount Lemmon     | Mount Lemmon Survey   | —         | MPC                           |
| 294616        | 2008 AK27  | 10 jan 2008 | Mount Lemmon     | Mount Lemmon Survey   | —         | MPC                           |
| 294617        | 2008 AC28  | 10 jan 2008 | Mount Lemmon     | Mount Lemmon Survey   | —         | MPC                           |
| 294618        | 2008 AJ29  | 10 out 2008 | Desert Eagle     | W. K. Y. Yeung        | —         | MPC                           |
| 294619        | 2008 AG31  | 10 jan 2008 | Bergisch Gladbac | W. Bickel             | Brangane  | MPC                           |
| 294620        | 2008 AN32  | 12 jan 2008 | Bisei SG Center  | BATTeRS               | —         | MPC                           |
| 294621        | 2008 AQ34  | 10 jan 2008 | Kitt Peak        | Spacewatch            | —         | MPC                           |
| 294622        | 2008 AB35  | 10 jan 2008 | Kitt Peak        | Spacewatch            | —         | MPC                           |
| 294623        | 2008 AC35  | 10 jan 2008 | Kitt Peak        | Spacewatch            | —         | MPC                           |
| 294624        | 2008 AR36  | 10 jan 2008 | Kitt Peak        | Spacewatch            | —         | MPC                           |
| 294625        | 2008 AS38  | 10 jan 2008 | Kitt Peak        | Spacewatch            | —         | MPC                           |
| 294626        | 2008 AJ40  | 10 jan 2008 | Mount Lemmon     | Mount Lemmon Survey   | Brangane  | MPC                           |
| 294627        | 2008 AM40  | 10 jan 2008 | Mount Lemmon     | Mount Lemmon Survey   | —         | MPC                           |
| 294628        | 2008 AP42  | 10 jan 2008 | Catalina         | CSS                   | —         | MPC                           |
| 294629        | 2008 AG43  | 10 jan 2008 | Catalina         | CSS                   | —         | MPC                           |
| 294630        | 2008 AL44  | 10 jan 2008 | Kitt Peak        | Spacewatch            | —         | MPC                           |
| 294631        | 2008 AP44  | 10 jan 2008 | Kitt Peak        | Spacewatch            | —         | MPC                           |
| 294632        | 2008 AO45  | 10 jan 2008 | Lulin            | LUSS                  | Ursula    | MPC                           |
| 294633        | 2008 AU46  | 11 jan 2008 | Kitt Peak        | Spacewatch            | —         | MPC                           |
| 294634        | 2008 AB48  | 11 jan 2008 | Kitt Peak        | Spacewatch            | —         | MPC                           |
| 294635        | 2008 AS49  | 11 jan 2008 | Kitt Peak        | Spacewatch            | —         | MPC                           |
| 294636        | 2008 AH50  | 11 jan 2008 | Kitt Peak        | Spacewatch            | Mitidika  | MPC                           |
| 294637        | 2008 AW51  | 11 jan 2008 | Kitt Peak        | Spacewatch            | —         | MPC                           |
| 294638        | 2008 AW52  | 11 jan 2008 | Kitt Peak        | Spacewatch            | —         | MPC                           |
| 294639        | 2008 AS53  | 11 jan 2008 | Kitt Peak        | Spacewatch            | —         | MPC                           |
| 294640        | 2008 AT54  | 11 jan 2008 | Kitt Peak        | Spacewatch            | —         | MPC                           |
| 294641        | 2008 AQ55  | 11 jan 2008 | Kitt Peak        | Spacewatch            | —         | MPC                           |
| 294642        | 2008 AZ58  | 11 jan 2008 | Kitt Peak        | Spacewatch            | —         | MPC                           |
| 294643        | 2008 AA59  | 11 jan 2008 | Kitt Peak        | Spacewatch            | —         | MPC                           |
| 294644        | 2008 AC59  | 11 jan 2008 | Kitt Peak        | Spacewatch            | —         | MPC                           |
| 294645        | 2008 AG63  | 11 jan 2008 | Mount Lemmon     | Mount Lemmon Survey   | —         | MPC                           |
| 294646        | 2008 AL67  | 11 jan 2008 | Kitt Peak        | Spacewatch            | —         | MPC                           |
| 294647        | 2008 AK69  | 11 jan 2008 | Kitt Peak        | Spacewatch            | —         | MPC                           |
| 294648        | 2008 AS71  | 13 jan 2008 | Kitt Peak        | Spacewatch            | —         | MPC                           |
| 294649        | 2008 AL73  | 10 jan 2008 | Kitt Peak        | Spacewatch            | —         | MPC                           |
| 294650        | 2008 AR73  | 10 jan 2008 | Kitt Peak        | Spacewatch            | —         | MPC                           |
| 294651        | 2008 AF74  | 10 jan 2008 | Kitt Peak        | Spacewatch            | —         | MPC                           |
| 294652        | 2008 AV74  | 11 jan 2008 | Kitt Peak        | Spacewatch            | —         | MPC                           |
| 294653        | 2008 AU78  | 12 jan 2008 | Kitt Peak        | Spacewatch            | —         | MPC                           |
| 294654        | 2008 AJ79  | 12 jan 2008 | Kitt Peak        | Spacewatch            | —         | MPC                           |
| 294655        | 2008 AJ80  | 12 jan 2008 | Kitt Peak        | Spacewatch            | —         | MPC                           |
| 294656        | 2008 AO81  | 13 jan 2008 | Mount Lemmon     | Mount Lemmon Survey   | —         | MPC                           |
| 294657        | 2008 AY81  | 13 jan 2008 | Mount Lemmon     | Mount Lemmon Survey   | —         | MPC                           |
| 294658        | 2008 AO82  | 14 jan 2008 | Kitt Peak        | Spacewatch            | —         | MPC                           |
| 294659        | 2008 AZ83  | 15 jan 2008 | Mount Lemmon     | Mount Lemmon Survey   | —         | MPC                           |
| 294660        | 2008 AV84  | 12 jan 2008 | Bisei SG Center  | BATTeRS               | —         | MPC                           |
| 294661        | 2008 AD85  | 13 jan 2008 | Kitt Peak        | Spacewatch            | —         | MPC                           |
| 294662        | 2008 AO85  | 13 jan 2008 | Kitt Peak        | Spacewatch            | Mitidika  | MPC                           |
| 294663        | 2008 AC86  | 13 jan 2008 | Kitt Peak        | Spacewatch            | —         | MPC                           |
| 294664 Trakai | 2008 AL86  | 3 jan 2008  | Baldone          | K. Černis, I. Eglītis | —         | MPC                           |
| 294665        | 2008 AA87  | 12 jan 2008 | Mount Lemmon     | Mount Lemmon Survey   | —         | MPC                           |
| 294666        | 2008 AX87  | 13 jan 2008 | Kitt Peak        | Spacewatch            | —         | MPC                           |
| 294667        | 2008 AB90  | 13 jan 2008 | Kitt Peak        | Spacewatch            | Brangane  | MPC                           |
| 294668        | 2008 AN95  | 14 jan 2008 | Kitt Peak        | Spacewatch            | —         | MPC                           |
| 294669        | 2008 AB96  | 14 jan 2008 | Kitt Peak        | Spacewatch            | —         | MPC                           |
| 294670        | 2008 AX96  | 14 jan 2008 | Kitt Peak        | Spacewatch            | —         | MPC                           |
| 294671        | 2008 AJ98  | 14 jan 2008 | Kitt Peak        | Spacewatch            | —         | MPC                           |
| 294672        | 2008 AP100 | 14 jan 2008 | Kitt Peak        | Spacewatch            | —         | MPC                           |
| 294673        | 2008 AC102 | 12 jan 2008 | Kitt Peak        | Spacewatch            | —         | MPC                           |
| 294674        | 2008 AK103 | 15 jan 2008 | Mount Lemmon     | Mount Lemmon Survey   | —         | MPC                           |
| 294675        | 2008 AM104 | 15 jan 2008 | Kitt Peak        | Spacewatch            | —         | MPC                           |
| 294676        | 2008 AJ105 | 15 jan 2008 | Mount Lemmon     | Mount Lemmon Survey   | —         | MPC                           |
| 294677        | 2008 AS105 | 15 jan 2008 | Mount Lemmon     | Mount Lemmon Survey   | —         | MPC                           |
| 294678        | 2008 AZ105 | 15 jan 2008 | Mount Lemmon     | Mount Lemmon Survey   | —         | MPC                           |
| 294679        | 2008 AC106 | 15 jan 2008 | Mount Lemmon     | Mount Lemmon Survey   | —         | MPC                           |
| 294680        | 2008 AT106 | 15 jan 2008 | Kitt Peak        | Spacewatch            | —         | MPC                           |
| 294681        | 2008 AO107 | 15 jan 2008 | Kitt Peak        | Spacewatch            | —         | MPC                           |
| 294682        | 2008 AC108 | 15 jan 2008 | Kitt Peak        | Spacewatch            | —         | MPC                           |
| 294683        | 2008 AG108 | 15 jan 2008 | Kitt Peak        | Spacewatch            | —         | MPC                           |
| 294684        | 2008 AD114 | 11 jan 2008 | Kitt Peak        | Spacewatch            | —         | MPC                           |
| 294685        | 2008 AF114 | 11 jan 2008 | Kitt Peak        | Spacewatch            | Juno      | MPC                           |
| 294686        | 2008 AM114 | 11 jan 2008 | Mount Lemmon     | Mount Lemmon Survey   | —         | MPC                           |
| 294687        | 2008 AS114 | 11 jan 2008 | Kitt Peak        | Spacewatch            | —         | MPC                           |
| 294688        | 2008 AD115 | 9 jan 2008  | Mount Lemmon     | Mount Lemmon Survey   | —         | MPC                           |
| 294689        | 2008 AG115 | 10 jan 2008 | Mount Lemmon     | Mount Lemmon Survey   | —         | MPC                           |
| 294690        | 2008 AB129 | 12 jan 2008 | Kitt Peak        | Spacewatch            | —         | MPC                           |
| 294691        | 2008 AZ134 | 28 ago 2006 | Kitt Peak        | Spacewatch            | —         | MPC                           |
| 294692        | 2008 AC135 | 11 jan 2008 | Catalina         | CSS                   | —         | MPC                           |
| 294693        | 2008 AG135 | 11 jan 2008 | Catalina         | CSS                   | —         | MPC                           |
| 294694        | 2008 AU136 | 13 jan 2008 | Kitt Peak        | Spacewatch            | —         | MPC                           |
| 294695        | 2008 AP137 | 10 jan 2008 | Mount Lemmon     | Mount Lemmon Survey   | —         | MPC                           |
| 294696        | 2008 BS    | 16 jan 2008 | Mount Lemmon     | Mount Lemmon Survey   | —         | MPC                           |
| 294697        | 2008 BT1   | 16 jan 2008 | Kitt Peak        | Spacewatch            | —         | MPC                           |
| 294698        | 2008 BJ2   | 18 jan 2008 | Pla D'Arguines   | R. Ferrando           | —         | MPC                           |
| 294699        | 2008 BT3   | 16 jan 2008 | Kitt Peak        | Spacewatch            | —         | MPC                           |
| 294700        | 2008 BH4   | 16 jan 2008 | Kitt Peak        | Spacewatch            | —         | MPC                           |

## 294701–294800
| Designação           | Designação | Descoberta  | Descoberta    | Descobridor(es)       | Categoria | Mais informações / Referência |
| Permanente           | Provisória | Data        | Local         | Descobridor(es)       | Categoria | Mais informações / Referência |
| -------------------- | ---------- | ----------- | ------------- | --------------------- | --------- | ----------------------------- |
| 294701               | 2008 BG6   | 16 jan 2008 | Kitt Peak     | Spacewatch            | —         | MPC                           |
| 294702               | 2008 BR7   | 16 jan 2008 | Mount Lemmon  | Mount Lemmon Survey   | Brangane  | MPC                           |
| 294703               | 2008 BA8   | 16 jan 2008 | Kitt Peak     | Spacewatch            | —         | MPC                           |
| 294704               | 2008 BJ8   | 16 jan 2008 | Kitt Peak     | Spacewatch            | —         | MPC                           |
| 294705               | 2008 BY14  | 29 jan 2008 | Wildberg      | R. Apitzsch           | Mitidika  | MPC                           |
| 294706               | 2008 BS15  | 28 jan 2008 | Lulin         | LUSS                  | —         | MPC                           |
| 294707               | 2008 BU16  | 29 jan 2008 | La Sagra      | Mallorca Obs.         | —         | MPC                           |
| 294708               | 2008 BZ18  | 29 jan 2008 | La Sagra      | Mallorca Obs.         | —         | MPC                           |
| 294709               | 2008 BR19  | 30 jan 2008 | Kitt Peak     | Spacewatch            | Brangane  | MPC                           |
| 294710               | 2008 BC21  | 30 jan 2008 | Mount Lemmon  | Mount Lemmon Survey   | —         | MPC                           |
| 294711               | 2008 BG21  | 30 jan 2008 | Mount Lemmon  | Mount Lemmon Survey   | —         | MPC                           |
| 294712               | 2008 BU21  | 30 jan 2008 | Mount Lemmon  | Mount Lemmon Survey   | —         | MPC                           |
| 294713               | 2008 BQ22  | 31 jan 2008 | Mount Lemmon  | Mount Lemmon Survey   | —         | MPC                           |
| 294714               | 2008 BP23  | 31 jan 2008 | Mount Lemmon  | Mount Lemmon Survey   | —         | MPC                           |
| 294715               | 2008 BZ25  | 30 jan 2008 | Kitt Peak     | Spacewatch            | —         | MPC                           |
| 294716               | 2008 BU27  | 30 jan 2008 | Catalina      | CSS                   | —         | MPC                           |
| 294717               | 2008 BJ31  | 30 jan 2008 | Mount Lemmon  | Mount Lemmon Survey   | —         | MPC                           |
| 294718               | 2008 BM31  | 30 jan 2008 | Mount Lemmon  | Mount Lemmon Survey   | —         | MPC                           |
| 294719               | 2008 BB32  | 30 jan 2008 | Mount Lemmon  | Mount Lemmon Survey   | —         | MPC                           |
| 294720               | 2008 BN32  | 30 jan 2008 | Catalina      | CSS                   | —         | MPC                           |
| 294721               | 2008 BX34  | 30 jan 2008 | Mount Lemmon  | Mount Lemmon Survey   | Ursula    | MPC                           |
| 294722               | 2008 BC36  | 30 jan 2008 | Kitt Peak     | Spacewatch            | —         | MPC                           |
| 294723               | 2008 BR37  | 31 jan 2008 | Catalina      | CSS                   | —         | MPC                           |
| 294724               | 2008 BJ38  | 31 jan 2008 | Mount Lemmon  | Mount Lemmon Survey   | —         | MPC                           |
| 294725               | 2008 BV40  | 30 jan 2008 | La Sagra      | Mallorca Obs.         | —         | MPC                           |
| 294726               | 2008 BX40  | 29 jan 2008 | La Sagra      | Mallorca Obs.         | —         | MPC                           |
| 294727 Dennisritchie | 2008 BV41  | 31 jan 2008 | Jarnac        | T. Glinos, D. H. Levy | —         | MPC                           |
| 294728               | 2008 BY41  | 31 jan 2008 | Catalina      | CSS                   | —         | MPC                           |
| 294729               | 2008 BR46  | 30 jan 2008 | Mount Lemmon  | Mount Lemmon Survey   | —         | MPC                           |
| 294730               | 2008 BX46  | 30 jan 2008 | Kitt Peak     | Spacewatch            | —         | MPC                           |
| 294731               | 2008 BL47  | 30 jan 2008 | Mount Lemmon  | Mount Lemmon Survey   | —         | MPC                           |
| 294732               | 2008 BM47  | 30 jan 2008 | Mount Lemmon  | Mount Lemmon Survey   | —         | MPC                           |
| 294733               | 2008 BS47  | 19 jan 2008 | Kitt Peak     | Spacewatch            | —         | MPC                           |
| 294734               | 2008 BK48  | 18 jan 2008 | Mount Lemmon  | Mount Lemmon Survey   | —         | MPC                           |
| 294735               | 2008 BX48  | 30 jan 2008 | Mount Lemmon  | Mount Lemmon Survey   | —         | MPC                           |
| 294736               | 2008 BA49  | 30 jan 2008 | Mount Lemmon  | Mount Lemmon Survey   | —         | MPC                           |
| 294737               | 2008 BB49  | 30 jan 2008 | Mount Lemmon  | Mount Lemmon Survey   | Themis    | MPC                           |
| 294738               | 2008 BB53  | 18 jan 2008 | Kitt Peak     | Spacewatch            | —         | MPC                           |
| 294739               | 2008 CM    | 2 fev 2008  | Catalina      | CSS                   | —         | MPC                           |
| 294740               | 2008 CO1   | 2 fev 2008  | Kitami        | K. Endate             | —         | MPC                           |
| 294741               | 2008 CX1   | 2 fev 2008  | Junk Bond     | D. Healy              | —         | MPC                           |
| 294742               | 2008 CV2   | 1 fev 2008  | Mount Lemmon  | Mount Lemmon Survey   | —         | MPC                           |
| 294743               | 2008 CZ3   | 2 fev 2008  | Mount Lemmon  | Mount Lemmon Survey   | —         | MPC                           |
| 294744               | 2008 CW4   | 3 fev 2008  | Socorro       | LINEAR                | Juno      | MPC                           |
| 294745               | 2008 CG5   | 2 fev 2008  | Mount Lemmon  | Mount Lemmon Survey   | —         | MPC                           |
| 294746               | 2008 CJ8   | 2 fev 2008  | Kitt Peak     | Spacewatch            | —         | MPC                           |
| 294747               | 2008 CF9   | 2 fev 2008  | Mount Lemmon  | Mount Lemmon Survey   | —         | MPC                           |
| 294748               | 2008 CR11  | 3 fev 2008  | Kitt Peak     | Spacewatch            | —         | MPC                           |
| 294749               | 2008 CM12  | 3 fev 2008  | Kitt Peak     | Spacewatch            | —         | MPC                           |
| 294750               | 2008 CQ12  | 3 fev 2008  | Kitt Peak     | Spacewatch            | —         | MPC                           |
| 294751               | 2008 CQ13  | 3 fev 2008  | Kitt Peak     | Spacewatch            | —         | MPC                           |
| 294752               | 2008 CS13  | 3 fev 2008  | Kitt Peak     | Spacewatch            | —         | MPC                           |
| 294753               | 2008 CP16  | 3 fev 2008  | Kitt Peak     | Spacewatch            | —         | MPC                           |
| 294754               | 2008 CE17  | 3 fev 2008  | Kitt Peak     | Spacewatch            | —         | MPC                           |
| 294755               | 2008 CM17  | 3 fev 2008  | Kitt Peak     | Spacewatch            | Eos       | MPC                           |
| 294756               | 2008 CR17  | 3 fev 2008  | Kitt Peak     | Spacewatch            | —         | MPC                           |
| 294757               | 2008 CQ19  | 6 fev 2008  | Anderson Mesa | LONEOS                | —         | MPC                           |
| 294758               | 2008 CU20  | 7 fev 2008  | Socorro       | LINEAR                | —         | MPC                           |
| 294759               | 2008 CG24  | 1 fev 2008  | Kitt Peak     | Spacewatch            | —         | MPC                           |
| 294760               | 2008 CS24  | 1 fev 2008  | Kitt Peak     | Spacewatch            | —         | MPC                           |
| 294761               | 2008 CR25  | 1 fev 2008  | Kitt Peak     | Spacewatch            | —         | MPC                           |
| 294762               | 2008 CA26  | 2 fev 2008  | Kitt Peak     | Spacewatch            | —         | MPC                           |
| 294763               | 2008 CW27  | 2 fev 2008  | Kitt Peak     | Spacewatch            | —         | MPC                           |
| 294764               | 2008 CX29  | 2 fev 2008  | Kitt Peak     | Spacewatch            | —         | MPC                           |
| 294765               | 2008 CP31  | 2 fev 2008  | Kitt Peak     | Spacewatch            | —         | MPC                           |
| 294766               | 2008 CA32  | 2 fev 2008  | Kitt Peak     | Spacewatch            | —         | MPC                           |
| 294767               | 2008 CC32  | 2 fev 2008  | Kitt Peak     | Spacewatch            | —         | MPC                           |
| 294768               | 2008 CK32  | 2 fev 2008  | Kitt Peak     | Spacewatch            | Themis    | MPC                           |
| 294769               | 2008 CX32  | 2 fev 2008  | Kitt Peak     | Spacewatch            | —         | MPC                           |
| 294770               | 2008 CC33  | 2 fev 2008  | Kitt Peak     | Spacewatch            | Themis    | MPC                           |
| 294771               | 2008 CT33  | 2 fev 2008  | Kitt Peak     | Spacewatch            | —         | MPC                           |
| 294772               | 2008 CF35  | 2 fev 2008  | Kitt Peak     | Spacewatch            | —         | MPC                           |
| 294773               | 2008 CV35  | 2 fev 2008  | Kitt Peak     | Spacewatch            | —         | MPC                           |
| 294774               | 2008 CJ36  | 2 fev 2008  | Kitt Peak     | Spacewatch            | —         | MPC                           |
| 294775               | 2008 CU40  | 2 fev 2008  | Kitt Peak     | Spacewatch            | —         | MPC                           |
| 294776               | 2008 CZ41  | 2 fev 2008  | Kitt Peak     | Spacewatch            | —         | MPC                           |
| 294777               | 2008 CA42  | 2 fev 2008  | Kitt Peak     | Spacewatch            | —         | MPC                           |
| 294778               | 2008 CL42  | 2 fev 2008  | Kitt Peak     | Spacewatch            | —         | MPC                           |
| 294779               | 2008 CW46  | 2 fev 2008  | Kitt Peak     | Spacewatch            | —         | MPC                           |
| 294780               | 2008 CQ48  | 3 fev 2008  | Kitt Peak     | Spacewatch            | —         | MPC                           |
| 294781               | 2008 CZ48  | 6 fev 2008  | Catalina      | CSS                   | —         | MPC                           |
| 294782               | 2008 CH49  | 6 fev 2008  | Anderson Mesa | LONEOS                | —         | MPC                           |
| 294783               | 2008 CJ49  | 6 fev 2008  | Catalina      | CSS                   | —         | MPC                           |
| 294784               | 2008 CD50  | 6 fev 2008  | Catalina      | CSS                   | —         | MPC                           |
| 294785               | 2008 CF50  | 6 fev 2008  | Catalina      | CSS                   | —         | MPC                           |
| 294786               | 2008 CT50  | 6 fev 2008  | Kanab         | E. E. Sheridan        | —         | MPC                           |
| 294787               | 2008 CR51  | 7 fev 2008  | Kitt Peak     | Spacewatch            | —         | MPC                           |
| 294788               | 2008 CO61  | 7 fev 2008  | Kitt Peak     | Spacewatch            | —         | MPC                           |
| 294789               | 2008 CY61  | 7 fev 2008  | Mount Lemmon  | Mount Lemmon Survey   | —         | MPC                           |
| 294790               | 2008 CS63  | 8 fev 2008  | Mount Lemmon  | Mount Lemmon Survey   | —         | MPC                           |
| 294791               | 2008 CE64  | 8 fev 2008  | Mount Lemmon  | Mount Lemmon Survey   | —         | MPC                           |
| 294792               | 2008 CW66  | 8 fev 2008  | Catalina      | CSS                   | —         | MPC                           |
| 294793               | 2008 CX70  | 10 fev 2008 | Desert Moon   | B. L. Stevens         | Brangane  | MPC                           |
| 294794               | 2008 CJ71  | 3 fev 2008  | Socorro       | LINEAR                | —         | MPC                           |
| 294795               | 2008 CW71  | 9 fev 2008  | Catalina      | CSS                   | —         | MPC                           |
| 294796               | 2008 CB72  | 9 fev 2008  | Socorro       | LINEAR                | —         | MPC                           |
| 294797               | 2008 CC74  | 9 fev 2008  | Catalina      | CSS                   | —         | MPC                           |
| 294798               | 2008 CD74  | 9 fev 2008  | Catalina      | CSS                   | —         | MPC                           |
| 294799               | 2008 CR76  | 6 fev 2008  | Catalina      | CSS                   | —         | MPC                           |
| 294800               | 2008 CS77  | 6 fev 2008  | Catalina      | CSS                   | —         | MPC                           |

## 294801–294900
| Designação | Designação | Descoberta  | Descoberta    | Descobridor(es)     | Categoria | Mais informações / Referência |
| Permanente | Provisória | Data        | Local         | Descobridor(es)     | Categoria | Mais informações / Referência |
| ---------- | ---------- | ----------- | ------------- | ------------------- | --------- | ----------------------------- |
| 294801     | 2008 CV80  | 7 fev 2008  | Kitt Peak     | Spacewatch          | —         | MPC                           |
| 294802     | 2008 CY82  | 7 fev 2008  | Kitt Peak     | Spacewatch          | —         | MPC                           |
| 294803     | 2008 CV86  | 7 fev 2008  | Mount Lemmon  | Mount Lemmon Survey | —         | MPC                           |
| 294804     | 2008 CN88  | 7 fev 2008  | Mount Lemmon  | Mount Lemmon Survey | —         | MPC                           |
| 294805     | 2008 CR88  | 7 fev 2008  | Mount Lemmon  | Mount Lemmon Survey | —         | MPC                           |
| 294806     | 2008 CX88  | 7 fev 2008  | Mount Lemmon  | Mount Lemmon Survey | —         | MPC                           |
| 294807     | 2008 CW89  | 8 fev 2008  | Kitt Peak     | Spacewatch          | —         | MPC                           |
| 294808     | 2008 CV93  | 8 fev 2008  | Mount Lemmon  | Mount Lemmon Survey | —         | MPC                           |
| 294809     | 2008 CT94  | 8 fev 2008  | Mount Lemmon  | Mount Lemmon Survey | —         | MPC                           |
| 294810     | 2008 CF95  | 8 fev 2008  | Mount Lemmon  | Mount Lemmon Survey | —         | MPC                           |
| 294811     | 2008 CF103 | 9 fev 2008  | Kitt Peak     | Spacewatch          | —         | MPC                           |
| 294812     | 2008 CK108 | 9 fev 2008  | Catalina      | CSS                 | —         | MPC                           |
| 294813     | 2008 CK109 | 9 fev 2008  | Kitt Peak     | Spacewatch          | —         | MPC                           |
| 294814     | 2008 CJ117 | 11 fev 2008 | Andrushivka   | Andrushivka Obs.    | —         | MPC                           |
| 294815     | 2008 CQ118 | 19 nov 2003 | Kitt Peak     | Spacewatch          | —         | MPC                           |
| 294816     | 2008 CT119 | 14 fev 2008 | Grove Creek   | F. Tozzi            | —         | MPC                           |
| 294817     | 2008 CS120 | 6 fev 2008  | Catalina      | CSS                 | Brangane  | MPC                           |
| 294818     | 2008 CF121 | 7 fev 2008  | Kitt Peak     | Spacewatch          | —         | MPC                           |
| 294819     | 2008 CC123 | 7 fev 2008  | Mount Lemmon  | Mount Lemmon Survey | —         | MPC                           |
| 294820     | 2008 CS125 | 8 fev 2008  | Mount Lemmon  | Mount Lemmon Survey | —         | MPC                           |
| 294821     | 2008 CU126 | 8 fev 2008  | Kitt Peak     | Spacewatch          | —         | MPC                           |
| 294822     | 2008 CK127 | 8 fev 2008  | Kitt Peak     | Spacewatch          | —         | MPC                           |
| 294823     | 2008 CA136 | 8 fev 2008  | Kitt Peak     | Spacewatch          | —         | MPC                           |
| 294824     | 2008 CH137 | 8 fev 2008  | Mount Lemmon  | Mount Lemmon Survey | —         | MPC                           |
| 294825     | 2008 CM137 | 8 fev 2008  | Kitt Peak     | Spacewatch          | —         | MPC                           |
| 294826     | 2008 CC140 | 8 fev 2008  | Mount Lemmon  | Mount Lemmon Survey | —         | MPC                           |
| 294827     | 2008 CQ141 | 8 fev 2008  | Kitt Peak     | Spacewatch          | —         | MPC                           |
| 294828     | 2008 CC142 | 8 fev 2008  | Kitt Peak     | Spacewatch          | —         | MPC                           |
| 294829     | 2008 CM142 | 8 fev 2008  | Kitt Peak     | Spacewatch          | —         | MPC                           |
| 294830     | 2008 CV143 | 8 fev 2008  | Kitt Peak     | Spacewatch          | —         | MPC                           |
| 294831     | 2008 CW143 | 8 fev 2008  | Kitt Peak     | Spacewatch          | —         | MPC                           |
| 294832     | 2008 CB144 | 8 fev 2008  | Kitt Peak     | Spacewatch          | —         | MPC                           |
| 294833     | 2008 CW144 | 9 fev 2008  | Kitt Peak     | Spacewatch          | —         | MPC                           |
| 294834     | 2008 CC148 | 9 fev 2008  | Kitt Peak     | Spacewatch          | Brangane  | MPC                           |
| 294835     | 2008 CE151 | 9 fev 2008  | Kitt Peak     | Spacewatch          | —         | MPC                           |
| 294836     | 2008 CM151 | 9 fev 2008  | Kitt Peak     | Spacewatch          | —         | MPC                           |
| 294837     | 2008 CV151 | 9 fev 2008  | Kitt Peak     | Spacewatch          | —         | MPC                           |
| 294838     | 2008 CG152 | 9 fev 2008  | Kitt Peak     | Spacewatch          | —         | MPC                           |
| 294839     | 2008 CK152 | 9 fev 2008  | Kitt Peak     | Spacewatch          | —         | MPC                           |
| 294840     | 2008 CH153 | 9 fev 2008  | Kitt Peak     | Spacewatch          | —         | MPC                           |
| 294841     | 2008 CP154 | 9 fev 2008  | Mount Lemmon  | Mount Lemmon Survey | —         | MPC                           |
| 294842     | 2008 CD160 | 9 fev 2008  | Kitt Peak     | Spacewatch          | —         | MPC                           |
| 294843     | 2008 CZ162 | 10 fev 2008 | Kitt Peak     | Spacewatch          | —         | MPC                           |
| 294844     | 2008 CE163 | 10 fev 2008 | Kitt Peak     | Spacewatch          | —         | MPC                           |
| 294845     | 2008 CM165 | 10 fev 2008 | Kitt Peak     | Spacewatch          | Ursula    | MPC                           |
| 294846     | 2008 CK167 | 11 fev 2008 | Mount Lemmon  | Mount Lemmon Survey | —         | MPC                           |
| 294847     | 2008 CS167 | 11 fev 2008 | Mount Lemmon  | Mount Lemmon Survey | —         | MPC                           |
| 294848     | 2008 CM170 | 12 fev 2008 | Mount Lemmon  | Mount Lemmon Survey | —         | MPC                           |
| 294849     | 2008 CC174 | 13 fev 2008 | Catalina      | CSS                 | —         | MPC                           |
| 294850     | 2008 CY176 | 9 fev 2008  | Socorro       | LINEAR              | —         | MPC                           |
| 294851     | 2008 CS178 | 6 fev 2008  | Anderson Mesa | LONEOS              | —         | MPC                           |
| 294852     | 2008 CM182 | 11 fev 2008 | Mount Lemmon  | Mount Lemmon Survey | —         | MPC                           |
| 294853     | 2008 CH183 | 11 fev 2008 | Mount Lemmon  | Mount Lemmon Survey | —         | MPC                           |
| 294854     | 2008 CJ188 | 6 fev 2008  | Catalina      | CSS                 | —         | MPC                           |
| 294855     | 2008 CD189 | 13 fev 2008 | Catalina      | CSS                 | —         | MPC                           |
| 294856     | 2008 CB192 | 2 fev 2008  | Kitt Peak     | Spacewatch          | —         | MPC                           |
| 294857     | 2008 CC193 | 8 fev 2008  | Kitt Peak     | Spacewatch          | —         | MPC                           |
| 294858     | 2008 CO193 | 7 fev 2008  | Mount Lemmon  | Mount Lemmon Survey | —         | MPC                           |
| 294859     | 2008 CQ193 | 7 fev 2008  | Mount Lemmon  | Mount Lemmon Survey | —         | MPC                           |
| 294860     | 2008 CP194 | 11 fev 2008 | Mount Lemmon  | Mount Lemmon Survey | —         | MPC                           |
| 294861     | 2008 CL195 | 1 fev 2008  | Kitt Peak     | Spacewatch          | Chloris   | MPC                           |
| 294862     | 2008 CH196 | 13 fev 2008 | Mount Lemmon  | Mount Lemmon Survey | Mitidika  | MPC                           |
| 294863     | 2008 CL197 | 8 fev 2008  | Kitt Peak     | Spacewatch          | —         | MPC                           |
| 294864     | 2008 CU197 | 10 fev 2008 | Kitt Peak     | Spacewatch          | —         | MPC                           |
| 294865     | 2008 CT198 | 12 fev 2008 | Mount Lemmon  | Mount Lemmon Survey | —         | MPC                           |
| 294866     | 2008 CY199 | 13 fev 2008 | Kitt Peak     | Spacewatch          | Brangane  | MPC                           |
| 294867     | 2008 CE200 | 10 fev 2008 | Mount Lemmon  | Mount Lemmon Survey | —         | MPC                           |
| 294868     | 2008 CQ200 | 7 fev 2008  | Kitt Peak     | Spacewatch          | —         | MPC                           |
| 294869     | 2008 CL201 | 3 fev 2008  | Catalina      | CSS                 | —         | MPC                           |
| 294870     | 2008 CM201 | 1 fev 2008  | Kitt Peak     | Spacewatch          | —         | MPC                           |
| 294871     | 2008 CN201 | 2 fev 2008  | Kitt Peak     | Spacewatch          | —         | MPC                           |
| 294872     | 2008 CZ201 | 13 fev 2008 | Mount Lemmon  | Mount Lemmon Survey | —         | MPC                           |
| 294873     | 2008 CA203 | 9 fev 2008  | Kitt Peak     | Spacewatch          | —         | MPC                           |
| 294874     | 2008 CH203 | 10 fev 2008 | Mount Lemmon  | Mount Lemmon Survey | —         | MPC                           |
| 294875     | 2008 CK204 | 13 fev 2008 | Mount Lemmon  | Mount Lemmon Survey | —         | MPC                           |
| 294876     | 2008 CQ205 | 1 fev 2008  | Kitt Peak     | Spacewatch          | —         | MPC                           |
| 294877     | 2008 CB209 | 1 fev 2008  | Socorro       | LINEAR              | —         | MPC                           |
| 294878     | 2008 CP211 | 6 fev 2008  | Catalina      | CSS                 | —         | MPC                           |
| 294879     | 2008 CX212 | 9 fev 2008  | Socorro       | LINEAR              | —         | MPC                           |
| 294880     | 2008 CO213 | 9 fev 2008  | Kitt Peak     | Spacewatch          | —         | MPC                           |
| 294881     | 2008 CY213 | 10 fev 2008 | Mount Lemmon  | Mount Lemmon Survey | —         | MPC                           |
| 294882     | 2008 CA215 | 12 fev 2008 | Kitt Peak     | Spacewatch          | —         | MPC                           |
| 294883     | 2008 DG2   | 24 fev 2008 | Kitt Peak     | Spacewatch          | —         | MPC                           |
| 294884     | 2008 DX2   | 24 fev 2008 | Kitt Peak     | Spacewatch          | —         | MPC                           |
| 294885     | 2008 DO3   | 24 fev 2008 | Kitt Peak     | Spacewatch          | —         | MPC                           |
| 294886     | 2008 DV7   | 24 fev 2008 | Mount Lemmon  | Mount Lemmon Survey | —         | MPC                           |
| 294887     | 2008 DA8   | 24 fev 2008 | Mount Lemmon  | Mount Lemmon Survey | —         | MPC                           |
| 294888     | 2008 DJ8   | 24 fev 2008 | Mount Lemmon  | Mount Lemmon Survey | —         | MPC                           |
| 294889     | 2008 DN8   | 24 fev 2008 | Kitt Peak     | Spacewatch          | —         | MPC                           |
| 294890     | 2008 DO8   | 24 fev 2008 | Kitt Peak     | Spacewatch          | —         | MPC                           |
| 294891     | 2008 DP9   | 25 fev 2008 | Kitt Peak     | Spacewatch          | —         | MPC                           |
| 294892     | 2008 DC12  | 26 fev 2008 | Kitt Peak     | Spacewatch          | —         | MPC                           |
| 294893     | 2008 DG15  | 26 fev 2008 | Mount Lemmon  | Mount Lemmon Survey | —         | MPC                           |
| 294894     | 2008 DK15  | 26 fev 2008 | Mount Lemmon  | Mount Lemmon Survey | —         | MPC                           |
| 294895     | 2008 DB18  | 26 fev 2008 | Mount Lemmon  | Mount Lemmon Survey | —         | MPC                           |
| 294896     | 2008 DN18  | 26 fev 2008 | Mount Lemmon  | Mount Lemmon Survey | —         | MPC                           |
| 294897     | 2008 DK19  | 27 fev 2008 | Kitt Peak     | Spacewatch          | —         | MPC                           |
| 294898     | 2008 DT19  | 27 fev 2008 | Mount Lemmon  | Mount Lemmon Survey | —         | MPC                           |
| 294899     | 2008 DW19  | 27 fev 2008 | Lulin         | LUSS                | —         | MPC                           |
| 294900     | 2008 DJ21  | 28 fev 2008 | Mount Lemmon  | Mount Lemmon Survey | —         | MPC                           |

## 294901–295000
| Designação | Designação | Descoberta  | Descoberta   | Descobridor(es)     | Categoria | Mais informações / Referência |
| Permanente | Provisória | Data        | Local        | Descobridor(es)     | Categoria | Mais informações / Referência |
| ---------- | ---------- | ----------- | ------------ | ------------------- | --------- | ----------------------------- |
| 294901     | 2008 DJ23  | 29 fev 2008 | La Sagra     | Mallorca Obs.       | —         | MPC                           |
| 294902     | 2008 DQ23  | 24 fev 2008 | Kitt Peak    | Spacewatch          | —         | MPC                           |
| 294903     | 2008 DK24  | 28 fev 2008 | Mount Lemmon | Mount Lemmon Survey | —         | MPC                           |
| 294904     | 2008 DP26  | 28 fev 2008 | Kitt Peak    | Spacewatch          | —         | MPC                           |
| 294905     | 2008 DW26  | 28 fev 2008 | Kitt Peak    | Spacewatch          | —         | MPC                           |
| 294906     | 2008 DH27  | 29 fev 2008 | Mount Lemmon | Mount Lemmon Survey | —         | MPC                           |
| 294907     | 2008 DN27  | 28 fev 2008 | Socorro      | LINEAR              | —         | MPC                           |
| 294908     | 2008 DO27  | 27 fev 2008 | Mount Lemmon | Mount Lemmon Survey | —         | MPC                           |
| 294909     | 2008 DB28  | 24 fev 2008 | Kitt Peak    | Spacewatch          | —         | MPC                           |
| 294910     | 2008 DN28  | 26 fev 2008 | Kitt Peak    | Spacewatch          | —         | MPC                           |
| 294911     | 2008 DD29  | 26 fev 2008 | Kitt Peak    | Spacewatch          | —         | MPC                           |
| 294912     | 2008 DF30  | 26 fev 2008 | Kitt Peak    | Spacewatch          | —         | MPC                           |
| 294913     | 2008 DB34  | 27 fev 2008 | Kitt Peak    | Spacewatch          | —         | MPC                           |
| 294914     | 2008 DF34  | 27 fev 2008 | Kitt Peak    | Spacewatch          | —         | MPC                           |
| 294915     | 2008 DB35  | 27 fev 2008 | Kitt Peak    | Spacewatch          | —         | MPC                           |
| 294916     | 2008 DD35  | 27 fev 2008 | Kitt Peak    | Spacewatch          | Mitidika  | MPC                           |
| 294917     | 2008 DK35  | 24 ago 2005 | Palomar      | NEAT                | —         | MPC                           |
| 294918     | 2008 DR35  | 27 fev 2008 | Kitt Peak    | Spacewatch          | —         | MPC                           |
| 294919     | 2008 DV35  | 27 fev 2008 | Mount Lemmon | Mount Lemmon Survey | —         | MPC                           |
| 294920     | 2008 DD37  | 27 fev 2008 | Kitt Peak    | Spacewatch          | —         | MPC                           |
| 294921     | 2008 DU37  | 27 fev 2008 | Mount Lemmon | Mount Lemmon Survey | —         | MPC                           |
| 294922     | 2008 DV37  | 27 fev 2008 | Mount Lemmon | Mount Lemmon Survey | —         | MPC                           |
| 294923     | 2008 DQ38  | 27 fev 2008 | Kitt Peak    | Spacewatch          | —         | MPC                           |
| 294924     | 2008 DA39  | 27 fev 2008 | Mount Lemmon | Mount Lemmon Survey | —         | MPC                           |
| 294925     | 2008 DC39  | 27 fev 2008 | Mount Lemmon | Mount Lemmon Survey | —         | MPC                           |
| 294926     | 2008 DU39  | 27 fev 2008 | Mount Lemmon | Mount Lemmon Survey | —         | MPC                           |
| 294927     | 2008 DC40  | 27 fev 2008 | Mount Lemmon | Mount Lemmon Survey | —         | MPC                           |
| 294928     | 2008 DQ40  | 27 fev 2008 | Kitt Peak    | Spacewatch          | —         | MPC                           |
| 294929     | 2008 DM45  | 28 fev 2008 | Kitt Peak    | Spacewatch          | —         | MPC                           |
| 294930     | 2008 DM47  | 28 fev 2008 | Kitt Peak    | Spacewatch          | —         | MPC                           |
| 294931     | 2008 DD48  | 28 fev 2008 | Mount Lemmon | Mount Lemmon Survey | —         | MPC                           |
| 294932     | 2008 DE48  | 28 fev 2008 | Mount Lemmon | Mount Lemmon Survey | —         | MPC                           |
| 294933     | 2008 DB49  | 29 fev 2008 | Catalina     | CSS                 | Brangane  | MPC                           |
| 294934     | 2008 DM50  | 29 fev 2008 | Catalina     | CSS                 | —         | MPC                           |
| 294935     | 2008 DW52  | 29 fev 2008 | Mount Lemmon | Mount Lemmon Survey | —         | MPC                           |
| 294936     | 2008 DA54  | 29 fev 2008 | Mount Lemmon | Mount Lemmon Survey | —         | MPC                           |
| 294937     | 2008 DO54  | 27 fev 2008 | Catalina     | CSS                 | —         | MPC                           |
| 294938     | 2008 DY54  | 29 fev 2008 | Catalina     | CSS                 | —         | MPC                           |
| 294939     | 2008 DM55  | 26 fev 2008 | Mount Lemmon | Mount Lemmon Survey | Mitidika  | MPC                           |
| 294940     | 2008 DZ56  | 27 fev 2008 | Catalina     | CSS                 | —         | MPC                           |
| 294941     | 2008 DW57  | 28 fev 2008 | Catalina     | CSS                 | —         | MPC                           |
| 294942     | 2008 DM59  | 27 fev 2008 | Mount Lemmon | Mount Lemmon Survey | —         | MPC                           |
| 294943     | 2008 DB62  | 28 fev 2008 | Kitt Peak    | Spacewatch          | Brangane  | MPC                           |
| 294944     | 2008 DV64  | 28 fev 2008 | Mount Lemmon | Mount Lemmon Survey | —         | MPC                           |
| 294945     | 2008 DV66  | 29 fev 2008 | Kitt Peak    | Spacewatch          | —         | MPC                           |
| 294946     | 2008 DL68  | 29 fev 2008 | Kitt Peak    | Spacewatch          | —         | MPC                           |
| 294947     | 2008 DO68  | 29 fev 2008 | Kitt Peak    | Spacewatch          | —         | MPC                           |
| 294948     | 2008 DM69  | 29 fev 2008 | Kitt Peak    | Spacewatch          | —         | MPC                           |
| 294949     | 2008 DO69  | 29 fev 2008 | Kitt Peak    | Spacewatch          | —         | MPC                           |
| 294950     | 2008 DV69  | 29 fev 2008 | Kitt Peak    | Spacewatch          | —         | MPC                           |
| 294951     | 2008 DV70  | 28 fev 2008 | Catalina     | CSS                 | Brangane  | MPC                           |
| 294952     | 2008 DQ71  | 24 fev 2008 | Kitt Peak    | Spacewatch          | —         | MPC                           |
| 294953     | 2008 DU80  | 24 fev 2008 | Mount Lemmon | Mount Lemmon Survey | —         | MPC                           |
| 294954     | 2008 DU81  | 28 fev 2008 | Kitt Peak    | Spacewatch          | —         | MPC                           |
| 294955     | 2008 DR82  | 28 fev 2008 | Kitt Peak    | Spacewatch          | —         | MPC                           |
| 294956     | 2008 DB83  | 28 fev 2008 | Mount Lemmon | Mount Lemmon Survey | —         | MPC                           |
| 294957     | 2008 DT83  | 28 fev 2008 | Mount Lemmon | Mount Lemmon Survey | —         | MPC                           |
| 294958     | 2008 DO84  | 28 fev 2008 | Kitt Peak    | Spacewatch          | —         | MPC                           |
| 294959     | 2008 DG85  | 29 fev 2008 | Kitt Peak    | Spacewatch          | —         | MPC                           |
| 294960     | 2008 DT85  | 28 fev 2008 | Mount Lemmon | Mount Lemmon Survey | —         | MPC                           |
| 294961     | 2008 DZ85  | 27 fev 2008 | Kitt Peak    | Spacewatch          | —         | MPC                           |
| 294962     | 2008 DR86  | 28 fev 2008 | Mount Lemmon | Mount Lemmon Survey | —         | MPC                           |
| 294963     | 2008 DV86  | 28 fev 2008 | Kitt Peak    | Spacewatch          | —         | MPC                           |
| 294964     | 2008 DT87  | 27 fev 2008 | Mount Lemmon | Mount Lemmon Survey | —         | MPC                           |
| 294965     | 2008 DS88  | 27 fev 2008 | Mount Lemmon | Mount Lemmon Survey | —         | MPC                           |
| 294966     | 2008 EU    | 2 mar 2008  | Grove Creek  | F. Tozzi            | Pallas    | MPC                           |
| 294967     | 2008 EJ3   | 1 mar 2008  | Mount Lemmon | Mount Lemmon Survey | —         | MPC                           |
| 294968     | 2008 EK3   | 1 mar 2008  | Mount Lemmon | Mount Lemmon Survey | —         | MPC                           |
| 294969     | 2008 EO5   | 1 jul 2005  | Kitt Peak    | Spacewatch          | —         | MPC                           |
| 294970     | 2008 EQ5   | 2 mar 2008  | Kitt Peak    | Spacewatch          | —         | MPC                           |
| 294971     | 2008 ER5   | 2 mar 2008  | Kitt Peak    | Spacewatch          | Mitidika  | MPC                           |
| 294972     | 2008 EK6   | 3 mar 2008  | Catalina     | CSS                 | —         | MPC                           |
| 294973     | 2008 EU6   | 3 mar 2008  | Dauban       | F. Kugel            | —         | MPC                           |
| 294974     | 2008 EX10  | 1 mar 2008  | Kitt Peak    | Spacewatch          | —         | MPC                           |
| 294975     | 2008 EB13  | 1 mar 2008  | Kitt Peak    | Spacewatch          | —         | MPC                           |
| 294976     | 2008 EJ14  | 1 mar 2008  | Kitt Peak    | Spacewatch          | —         | MPC                           |
| 294977     | 2008 EF15  | 1 mar 2008  | Kitt Peak    | Spacewatch          | —         | MPC                           |
| 294978     | 2008 EN15  | 1 mar 2008  | Kitt Peak    | Spacewatch          | —         | MPC                           |
| 294979     | 2008 EU15  | 1 mar 2008  | Kitt Peak    | Spacewatch          | —         | MPC                           |
| 294980     | 2008 EC16  | 1 mar 2008  | Kitt Peak    | Spacewatch          | —         | MPC                           |
| 294981     | 2008 ED16  | 1 mar 2008  | Kitt Peak    | Spacewatch          | —         | MPC                           |
| 294982     | 2008 EL16  | 1 mar 2008  | Kitt Peak    | Spacewatch          | Chloris   | MPC                           |
| 294983     | 2008 ES16  | 1 mar 2008  | Kitt Peak    | Spacewatch          | —         | MPC                           |
| 294984     | 2008 EH17  | 1 mar 2008  | Kitt Peak    | Spacewatch          | —         | MPC                           |
| 294985     | 2008 EX19  | 2 mar 2008  | Kitt Peak    | Spacewatch          | —         | MPC                           |
| 294986     | 2008 EG20  | 2 mar 2008  | Kitt Peak    | Spacewatch          | Brangane  | MPC                           |
| 294987     | 2008 EK20  | 2 mar 2008  | Kitt Peak    | Spacewatch          | —         | MPC                           |
| 294988     | 2008 ES20  | 2 mar 2008  | Kitt Peak    | Spacewatch          | —         | MPC                           |
| 294989     | 2008 EB21  | 2 mar 2008  | Kitt Peak    | Spacewatch          | —         | MPC                           |
| 294990     | 2008 EJ21  | 2 mar 2008  | Mount Lemmon | Mount Lemmon Survey | —         | MPC                           |
| 294991     | 2008 EN22  | 3 mar 2008  | Catalina     | CSS                 | —         | MPC                           |
| 294992     | 2008 EB23  | 3 mar 2008  | Catalina     | CSS                 | —         | MPC                           |
| 294993     | 2008 EW26  | 4 mar 2008  | Catalina     | CSS                 | —         | MPC                           |
| 294994     | 2008 EZ27  | 4 mar 2008  | Mount Lemmon | Mount Lemmon Survey | —         | MPC                           |
| 294995     | 2008 EN32  | 1 mar 2008  | Kitt Peak    | Spacewatch          | —         | MPC                           |
| 294996     | 2008 ES32  | 1 mar 2008  | Kitt Peak    | Spacewatch          | —         | MPC                           |
| 294997     | 2008 EA33  | 1 mar 2008  | Kitt Peak    | Spacewatch          | —         | MPC                           |
| 294998     | 2008 EN35  | 2 mar 2008  | Mount Lemmon | Mount Lemmon Survey | —         | MPC                           |
| 294999     | 2008 EW35  | 3 mar 2008  | Kitt Peak    | Spacewatch          | —         | MPC                           |
| 295000     | 2008 EQ36  | 3 mar 2008  | Kitt Peak    | Spacewatch          | —         | MPC                           |